# Samsonfigur

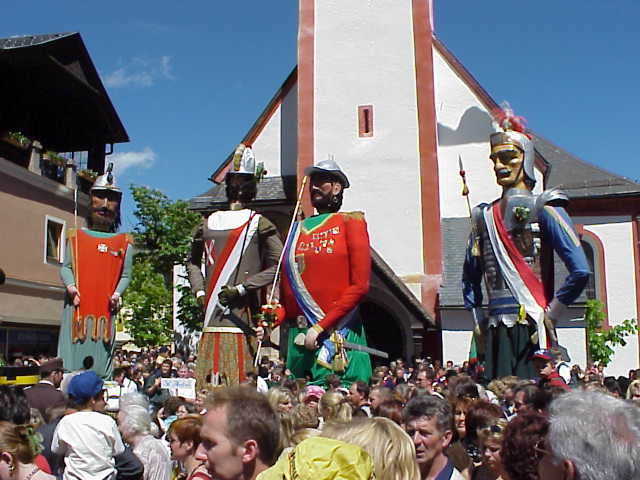
Samsontreffen in Mauterndorf im Lungau (Österreich)

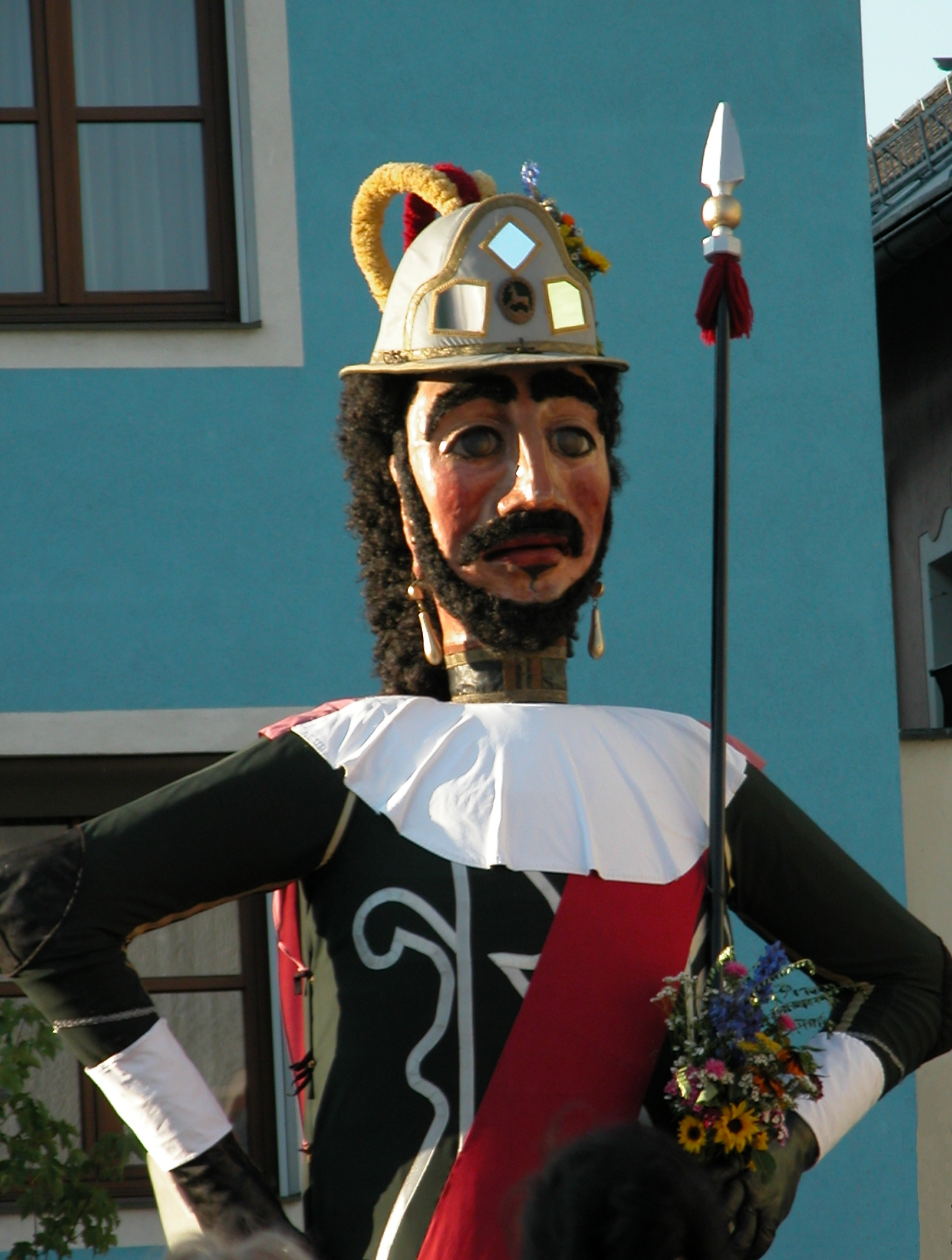
Der Tamsweger Samson

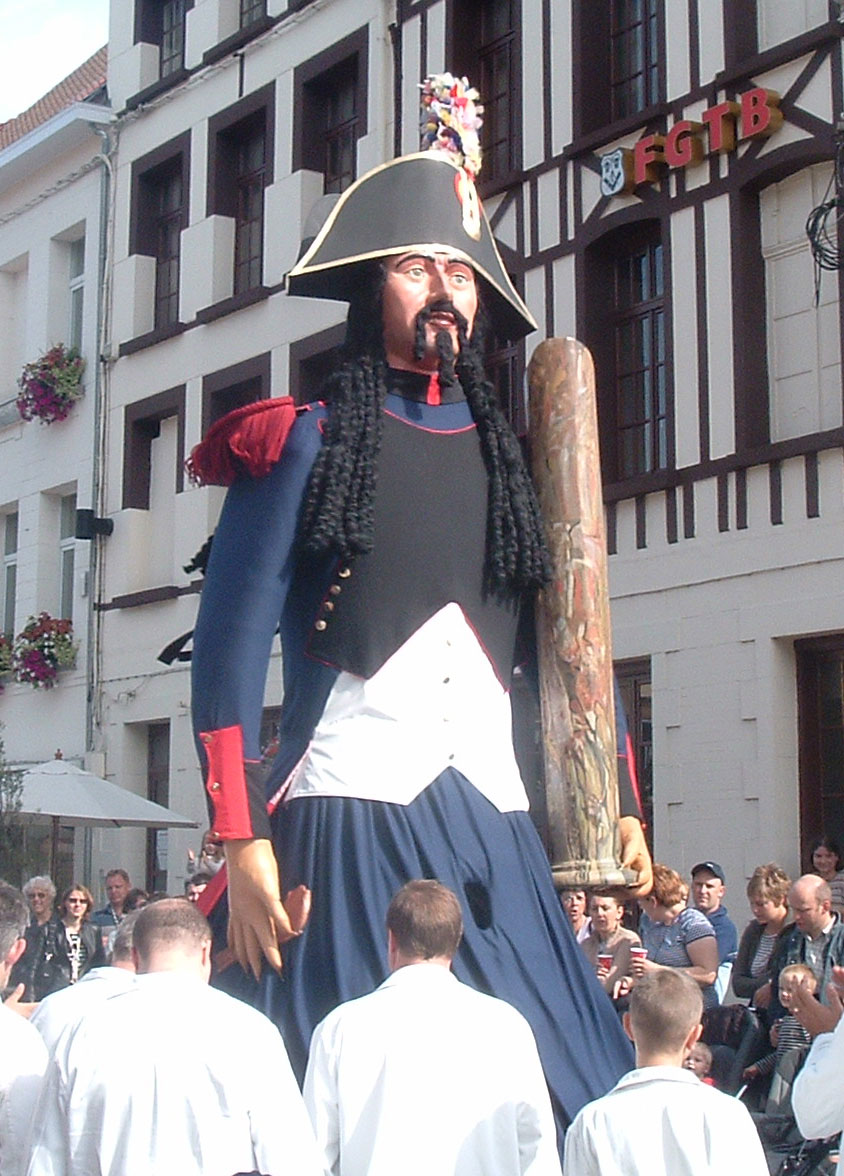
Der Samson von Ath (Belgien)

Samsonfiguren sind eine spezielle Form von Umzugsriesen, großen Figuren, die bei verschiedenen Arten von Festumzügen getragen werden. Ein Teil der in mehreren europäischen Ländern populären Umzugsriesen stellt biblische oder mythologische Riesen dar. Vierzehn dieser Figuren sind überlebensgroße Nachbildungen des biblischen Samson mit der Ausrüstung eines römischen Legionärs oder eines Soldaten aus der napoleonischen Zeit. Sie bestehen aus Holz oder Leichtmetall und werden bei traditionellen Straßenumzügen von je einer Person getragen. Es gibt sie in Ath, im Westen der Wallonie (Belgien), und im inneralpinen Österreich. Die mittlerweile 13 Samsonfiguren im Lungau und in der angrenzenden Steiermark (einer abgeschlossenen Kulturlandschaft an der Dreiländerecke zwischen Salzburg, Steiermark und Kärnten) werden auf ihren Umzügen von der Musikkapelle und teilweise von zwei Hilfsfiguren (die Paar-Konstellation ist eine typische in den Faschingsläufen des 16. und 17. Jahrhunderts) in Form je eines männlichen und weiblichen Zwergs, von Schützen und von Volkstanzgruppen begleitet. Die Samsonfigur von Ath ist eine mehrerer Riesen-Figuren des jährlichen Festivals Ducasse d’Ath.
Das Samsontragen im Lungau und Bezirk Murau wurde 2010 in die Liste Immaterielles Kulturerbe in Österreich (nationale UNESCO-Liste) aufgenommen.

## Samsonfiguren als Umzugsriesen

### Einordnung und Verbreitung
„In den religiösen und weltlichen Umzugsspielen verschiedener Europäischer Landschaften, die alle eine gegenreformatorische Geschichte im Zusammenhang mit den bedeutenden Restaurationsorden der Jesuiten und Dominikaner und den ihnen nachgereihten Minderorden aufweisen, treten überlebensgroße, menschengestaltige Maskenfiguren auf, die nach ihrer Gestalt und Funktion allgemein Umgangsriesen, speziell Prozessions- oder Umzugsriesen genannt werden. Vom rein morphologischen Gesichtspunkt sind sie als überdimensionierte Plastiken anzusprechen, die in Umgängen zur Schau dargeboten werden. … Werden die Umgangsriesen hingegen von ihrer Funktion gesehen, so sind sie als Spielmasken zu werten. Sie sind ein darstellerisches Mittel zur Vergegenwärtigung einer erzählerischen und letztlich glaubensmäßigen Gestalt“.
Die frühesten Hinweise auf Umzugsriesen finden sich in bronzezeitlichen Steinritzungen in Süd- und Mittelschweden. Drei antike Autoren beschreiben Riesenfiguren aus Flechtwerksgestellen in Gallien. In der Zeitspanne vom späten Mittelalter bis etwa zur napoleonischen Zeit lassen sich Umgangsriesen für Holland, Belgien, Südengland, in verschiedenen Gegenden Frankreichs und Spaniens, in Süddeutschland, Österreich, Kalabrien, Sizilien, Mexiko und Brasilien nachweisen.
Heute konzentrieren sich Umzugsriesen auf das Gebiet von Nordfrankreich über Belgien bis zu den südlichen Niederlanden, Katalonien, Valencia, Sizilien und dem österreichischen Lungau. Gebiete, die, wie Arbeiten u. a. von Karl Amon zeigen, zusammenhängende gegenreformatorische Prozessionslandschaften unter deutlichem Einfluss der Habsburger sind. Manche Traditionen kennen einen festen Kanon von Riesen, oft zusammen mit traditionsreichen und historischen Figuren. Bei anderen sind die Figuren einem steten Wandel unterworfen. Alttestamentliche Riesen sind bei Ersteren häufige Motive. Am prominentesten wird dabei der Riese Goliat dargestellt.
Samsonfiguren, die bei Straßenumzügen als Riesen zum Einsatz kommen, gibt es in zehn Gemeinden im Lungau (identisch mit dem Bezirk Tamsweg im Land Salzburg) – in Tamsweg, Mariapfarr, St. Michael, Muhr, Unternberg, Wölting (einem Ortsteil von Tamsweg), Ramingstein, St. Andrä, St. Margarethen, Mauterndorf –, in zwei Gemeinden in der angrenzenden Steiermark – in Murau und Krakaudorf –, sowie in Ath in Belgien.
Trotz der großen geografischen Distanz zwischen den Samsonfiguren sind diese durch ihre Entstehungsgeschichte miteinander vergleichbar. Beide sind bis in das 17. Jahrhundert durch schriftliche Nachweise belegt. Für einige österreichische Samsonfiguren ist nachweisbar, dass sie früher Teil viel größerer Prozessionen mit anderen alttestamentlichen Figuren waren, wie sie heute noch Bestandteil des Ducasse-Festivals in Belgien sind. Sowohl die österreichischen Figuren wie auch der belgische Samson wurden im Zuge der Aufklärung und der Französischen Revolution verboten, wobei die Verbote bei den österreichischen Samsonfiguren deutlich länger anhielten.
Gemeinsam ist den Riesenfiguren im Lungau und den burgundischen Niederlanden, zu denen Ath gehört, dass sie nur an Kirchweihtagen auftreten (ducasse- beziehungsweise Prangtagen), die in den Monaten Juni bis August liegen, was ein weiterer Hinweis auf ihre Herkunft aus den großen katholischen Prozessionen ist. Eine weitere Parallele besteht im David-und-Goliath-Spiel, das sich mit Unterbrechungen auch in Ramingstein im Lungau als Brauch erhalten hat und ein typisches Fronleichnamsspiel war. Im Gegensatz zu Ath wird es aber nicht durch Riesenfiguren, sondern durch Menschen aufgeführt.

### Gestalt der Figuren

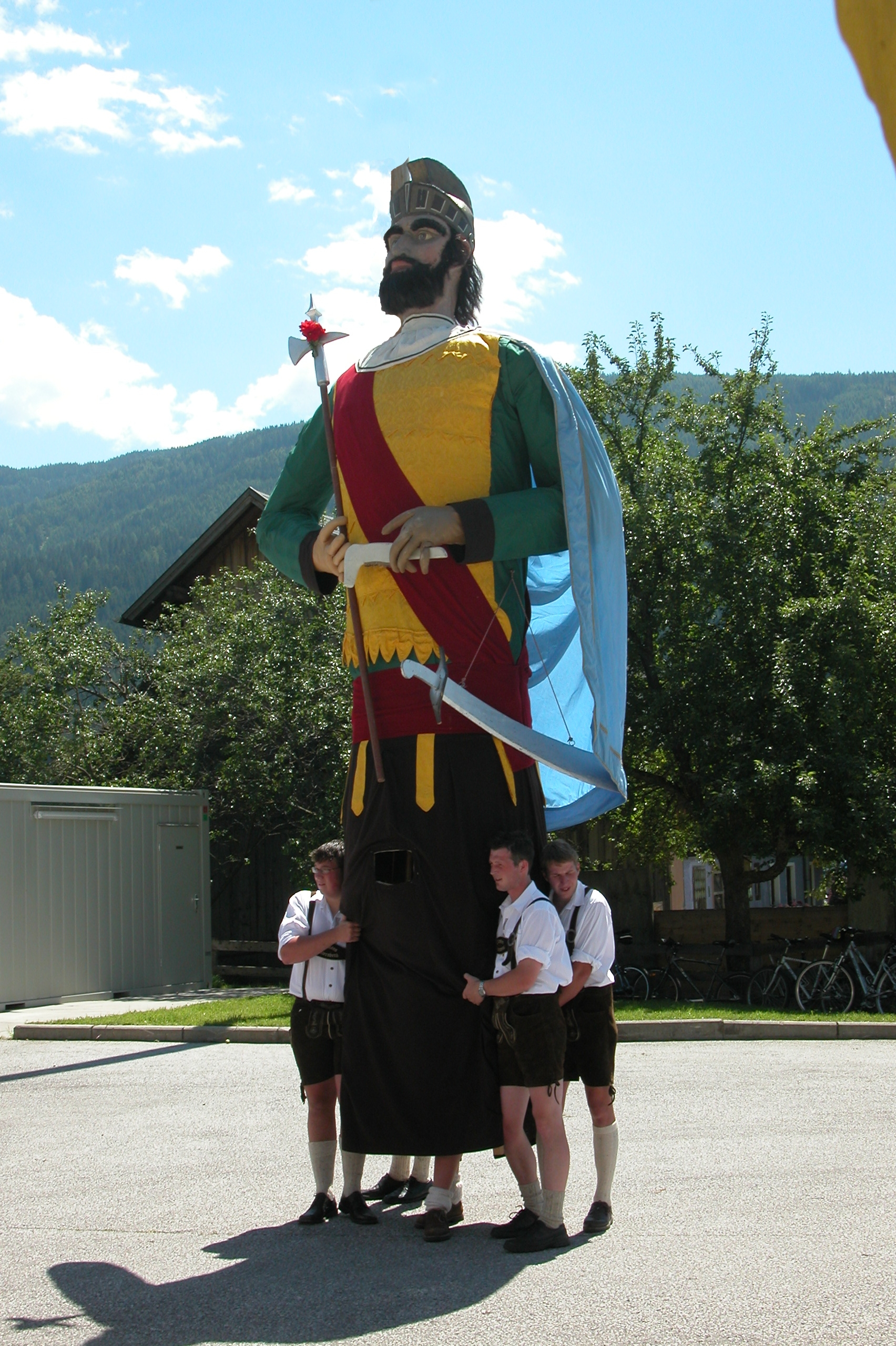
Die Unternberger Samsonfigur

Eine Samsonfigur ist etwa 80 Kilogramm schwer und wird von einem einzigen Mann getragen. Dieser wird von mehreren Assistenten unterstützt. In Österreich sind vier sogenannte Aufhabe (von „aufladen“) üblich, die in Pausen den Samson abstützen und in kritischen Situationen zu Hilfe eilen. In der Steiermark werden sie Haberer genannt.
Die verschiedenen Samsonfiguren unterscheiden sich vor allem durch ihre Größe und die Farbe der Kleidung. Die existierenden Figuren sind zwischen 4,30 und 6,80 Meter hoch. Fast alle tragen eine Tunika, eine breite Schärpe über Schulter und Hüfte und auf dem Kopf einen Kriegerhelm. Bewaffnet sind sie mit einer Lanze und einem Krummsäbel. Lediglich in Ath und Murau tragen die Figuren davon abweichend eine Uniform aus der Zeit der Französischen Revolution. In anderen Orten werden sie von Musik- und Schützengruppen in französischen Uniformen begleitet, ein volkstümlicher Spott auf den Feind, aus der Zeit der Franzosenkriege. In der Hand halten sie einen Eselskinnbacken (Ausnahme Mariapfarr). Mit dem Eselskinnbacken erschlug der biblische Samson die feindlichen Philister. Der Samson aus Ath trägt als weiteres Attribut eine Säule, da er, angekettet daran, die Säule samt dem Tempel niederriss und damit die Philister unter dem Schutt des Tempels begrub. Die Köpfe der Samsonfiguren sind entweder aus Holz geschnitzt, bestehen aus Pappmaché mit einem Holzgestell dahinter oder aus Polyesterguss (Mauterndorf).
Einige Samsonfiguren werden von zwei Zwergen an ihrer Seite (etwas übermannshohe Tragfiguren mit Riesenköpfen) begleitet. In der ersten historischen Abbildung, die aus dem Jahr 1803 in Tamsweg stammt, sind es zwei weibliche Zwerge. Heute ist es stets je ein männlicher und ein weiblicher Zwerg, die möglicherweise Sonne und Mond symbolisieren. Sie lassen den Riesen Samson noch eindrucksvoller erscheinen.
Im Folgenden werden die Gemeinsamkeiten der Samsonfiguren in Geschichte und heutiger Verwendung im inneralpinen Österreich näher beschrieben. Die Geschichte der Samsonfigur von Ath ist untrennbar mit der Geschichte der Ducasse d’Ath verbunden.

## Die Samsonfiguren des inneralpinen Österreichs

### Geschichte der Samsonfiguren

#### Entstehung

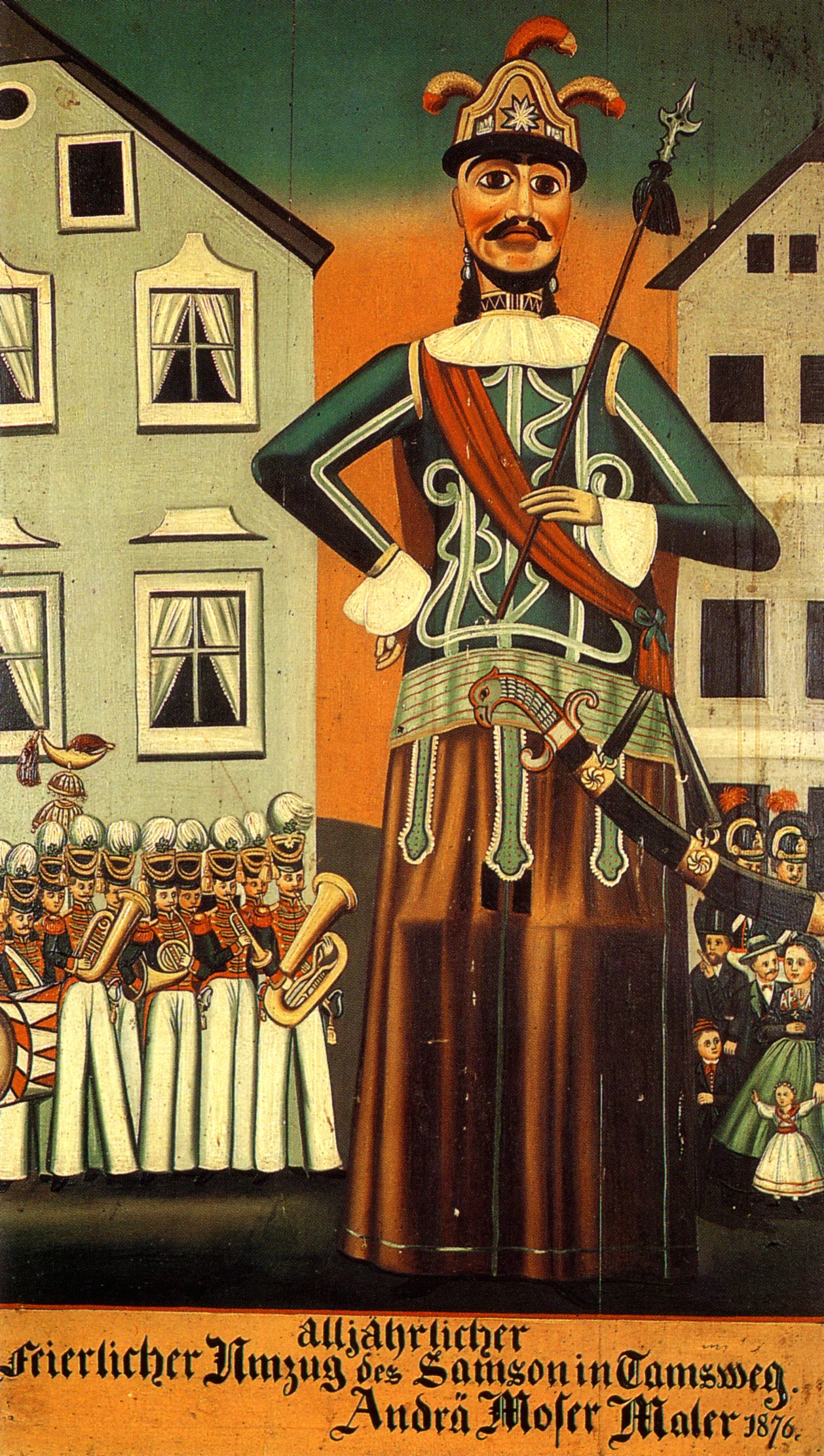
Samsongemälde des Malers Andrä Moser aus dem Jahre 1876. Dargestellt ist der Tamsweger Samson.

Die Lungauer Riesenfiguren sind ab der ersten Hälfte des 18. Jahrhunderts durch Quellen belegt. Die Samsonfigur war neben anderen biblischen Figuren Teil einer barocken Prozession am Fronleichnams- bzw. Prangtag. Diese Prozessionen sind für Tamsweg für den Zeitraum von 1690 bis 1720 belegt. 1720 wird im Sterbebuch der Tod eines Goliatträgers festgehalten. Belegt sind die Prozessionen auch für St Michael und Murau. Vergleichbare Prozessionen mit Riesenfiguren haben sich in Sizilien – beispielsweise die Riesen Cronos und Mitia in Mistretta – erhalten.
Es wurde vermutet, dass der Samsonbrauch einen weit älteren Ursprung haben könnte. So hieß es im Zuge der Verbote von 1802, die Tradition der Samsonfiguren sei sehr alt. Verschiedene naturmythologische und nationale Theorien suchten den Ursprung der Samsonfigur in germanisch wie als slawisch angesehenen „Kornvater-Legenden“. Solche Meinungen völkischer Mythen- und Sagensuche finden heute teilweise noch populäres wie populistisches Wohlwollen. Es ist allerdings nicht erwiesen, ob die frühen Vorstufen der Volkskunde, die Naturmythologen Mitte des 19. Jahrhunderts diese Legenden erst erfunden haben, oder ob es dazu tatsächlich Meinungen in der Bevölkerung gab.
Im Wörterbuch der deutschen Volkskunde in der Ausgabe von 1974, die auf der Ausgabe von 1940 aufbaut, sind die Begriffe Samson und Kornvater nicht mehr enthalten.
Eine andere Erklärung für das Auftauchen der Samsonfiguren liefert eine Sage, wonach den Lungauern, und insbesondere den Einwohnern des Dorfes Wölrinf (heute Wölting), das Samson-Privileg aufgrund besonderer Tapferkeit bei einer erfolgreichen Schlacht gegen die Herzogin Margarete von Tirol (1318–1369) verliehen wurde. Eine ähnliche Sage gibt es auch für Muhr. Solche Sagen führen zwar von der tatsächlichen Geschichte weg, zeigen aber, wie wichtig der Bevölkerung dieser Brauch und seine herausragende Gestalt wurden. Dasselbe könnte man auch als Begründung für das lange Fortdauern heute als unwissenschaftlich erwiesener früherer politischer Meinungen sehen: das Bedürfnis, einen geliebten Brauch durch eine „uralte“, nicht mehr nachvollziehbare Geschichte noch bedeutsamer zu machen.

#### Barocke Prunkprozessionen der Gegenreformation
Die ersten Quellen zum Samsonbrauch stehen im Zusammenhang mit den in der Gegenreformation 1643 gegründeten Kapuzinerklöstern in Tamsweg und Murau. Ihre Hauptaufgabe war, die in der Reformationszeit zum großen Teil evangelisch gewordene Bevölkerung des oberen Murtals wieder zum katholischen Glauben zurückzuführen. Diesem Zweck dienten prunkvolle Prozessionen, insbesondere am Gründonnerstag, am Karfreitag, zu Fronleichnam und am Bruderschaftsmontag (eine Oktave nach Fronleichnam). Bei Letzterem wurden sechs auf ochsenbespannte Wagen montierte bewegliche Miniaturbühnen mit Szenen des alten Testaments mitgeführt. An siebter Stelle führt die Prozessionsordnung den Samson. Der Samson war „12 Schuah hoch“ (ca. 360 – 380 cm) und wurde von einem Träger getragen, der von einem Führer unterstützt wurde. Im Gefolge der Samsonfigur fanden sich – vergleichbar mit heute – die Schützen mit Fahne, Fähnrich, Trommelschläger, Pfeifer und Korporal. Neben dem Samson wurden noch weitere alttestamentliche Figuren mitgeführt: David und Goliat, Moses und Aaron, Abraham und Isaak, Judith und noch viele andere. Unter diesen Figurengruppen zählen Moses und Aaron, die das goldene Kalb vernichten, Judith, die den Holofernes im Schlaf ermordet, David, der den Goliat besiegt, und Samson, der tausend Philister erschlägt, zu den typischen Ausstattungen der Fronleichnamsprozession, da sie einen Sieg über die Ungläubigen darstellen und Vorläuferlegenden des siegreichen Christus sind. Dazu gehört immer auch Abraham, der als Beispiel des rechten religiösen Verhaltens bereit ist sogar seinen Sohn zu opfern – ein Opfer, das Gott nicht annimmt.
Warum der Samson als wesentliche Prozessionsfigur in die gegenreformatorischen Fronleichnamsprozessionen aufgenommen wird, liegt klar auf der Hand, denn er gilt als einer der Vorläufer, der Praecursoren, Christi im alten Testament. Nach dem Verständnis der Fronleichnamsprozession vom 16. bis ins frühe 19. Jahrhundert als Kampf und Demonstration gegen die Ketzer war der Samson eine ideale Figur religiöser Didaktik.
Auch er ist bereits auf besondere Weise geboren (wie Johannes das heißt durch eine alte Mutter; von einem Engel angekündigt wie Christus). Er ist größer und stärker als alle anderen, seine Stärke ist überirdisch. Er trägt sein Haar ungeschoren, wie die Anhänger Christi. Er vernichtet allein tausende Philister/Ungläubige und opfert sich auf diese Weise auf (stirbt selbst unter der zerbrochenen Säule).
Die älteste Erwähnung einer Samsonfigur im Lungau behandelt den am besten dokumentierten Tamsweger Samson: 1720 ist im Sterbebuch der Pfarrei ein Samsonträger angeführt, der 32 Jahre lang diese Tätigkeit ausgeübt hat. Der Murauer Samson wird 1746/47 erstmals im Zusammenhang mit dem Kauf einer Samsonfigur aus Tamsweg erwähnt. Die Samsonfigur aus St. Michael wird erstmals im Zusammenhang mit einer Vergütung seines Trägers 1754 erwähnt. Über alle anderen Samsonfiguren gibt es vor 1802, also vor der Zeit der Samsonverbote, keine schriftlichen Überlieferungen.

#### Samsonverbote zur Zeit der Aufklärung und Wiederbelebung des Brauchtums

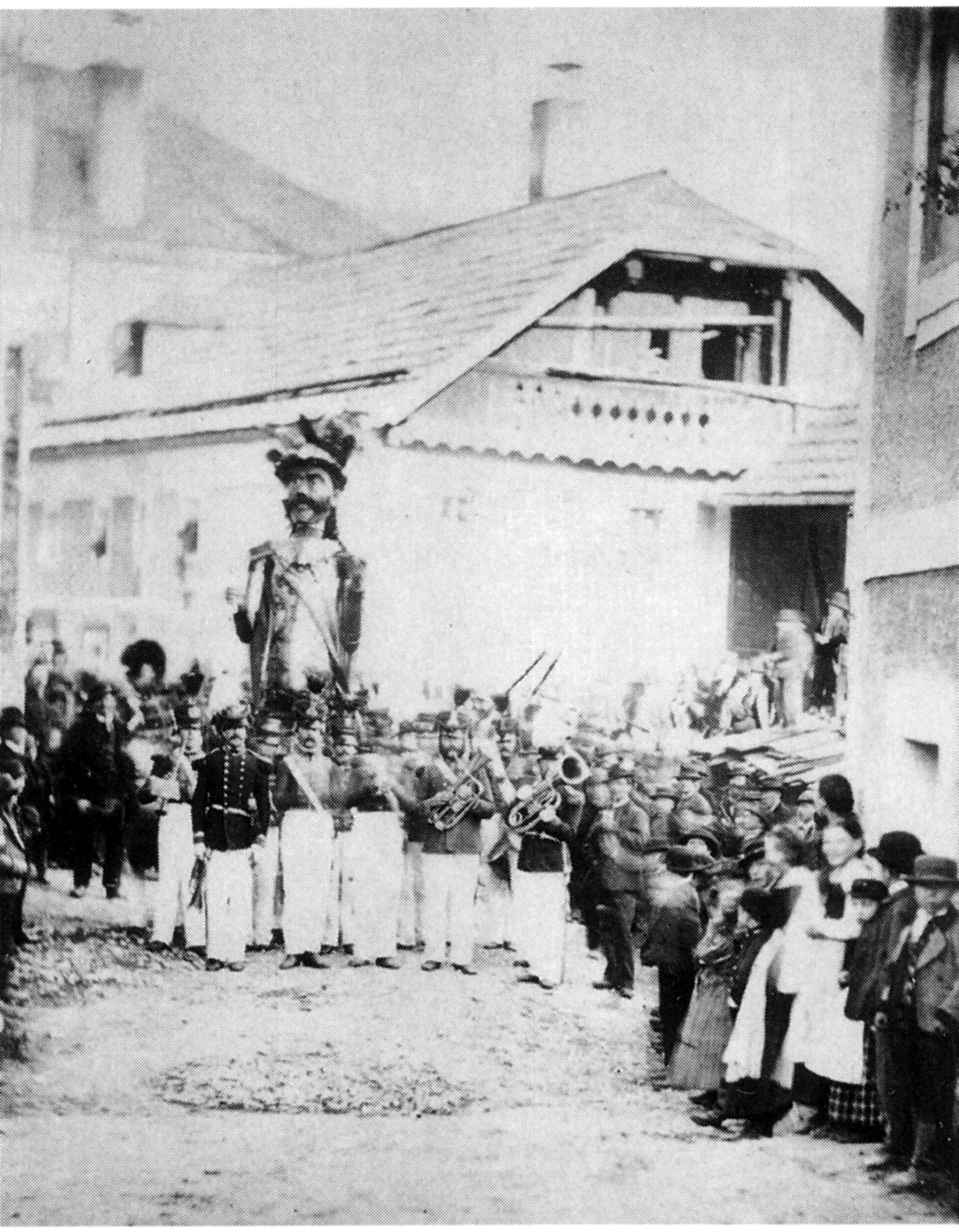
Die erste Fotografie eines Samsons von 1870 zeigt den St. Michaeler Samson mit der Bürgermusik.

Historische Aufnahme des Tamsweger Samsons um 1890

Die Zeit der Aufklärung und insbesondere die Reformen des Salzburger Erzbischofs und Bischofs von Gurk, Hieronymus von Colloredo, brachten das Ende der Prunkprozessionen und damit auch das vorläufige Ende der Samsonfiguren. 1784 ordnete die Regierung des Erzstifts Salzburg an, dass das Mittragen von Bildnissen und geschnitzten Figuren bei Prozessionen zu unterbleiben habe.
Ein halbes Jahr später wurde diese Verordnung an alle Pfleger des Landes weitergeleitet, um den Klerus bei der Durchführung der Verordnung zu unterstützen. Dennoch wurde 1798 in Tamsweg eine neue Samsonfigur angefertigt. Der Umzug mit der Samsonfigur wurde von der Prozession getrennt und auf den Nachmittag der Festtage verlegt. 1802 verfasste der Jurist und Salzburger Staatsrechtler Konrad Hartleben eine Schmähschrift über die Lungauer Samsonfiguren in der Zeitschrift Deutsche Justiz- und Polizey-Fama. Er bezeichnete die Figur als Ungeheuer, das 100 Gulden kostete, kritisierte unter anderem darüber, dass sie bettelte und mit dem mit halbem Zwang erbettelten Geld oder aus der Marktkasse sagenhafte 200 Gulden zusammengekommen wären. Dies rief die Regierung des Erzstifts Salzburg, den so genannten Hochlöblichen Hofrat neuerlich auf den Plan, der von den Pflegern und Amtsrichtern der Orte mit Samson-Umzügen einen Bericht anforderte. Für die Orte Mauterndorf, Kendlbruck und Muhr ist dies die erste schriftliche Erwähnung des dortigen Samsonbrauchs. Auch wenn sich die Amtsrichter und Pfleger in ihren Antworten meist positiv im Sinne der Samsonfiguren äußerten, erließ der Hochlöbliche Hofrat in Salzburg mit Datum vom 23. Mai 1803 das endgültige und letzte Verbot der Lungauer Samsonfiguren.
An Prozessionsrequisiten haben im Lungau wie andernorts alle jene überlebt, die rechtzeitig vor der verordneten Ablieferung versteckt werden konnten, bzw. an denen die Bevölkerung besonders hing und sie deshalb versteckte und vor Vernichtung bewahrte. Im Attach Colloredo finden sie die Stufen der Verbote zur Abschaffung von Bräuchen. Da die Bevölkerung immer Sinn für Spektakel hatte, da Rollen in den Prozessionen auch Ehrenrollen und Kraftproben waren, die den Menschen wichtig waren, ist es verständlich, dass der Samson und seine Begleiter versteckt und erhalten blieben.
Der Krakaudorfer Samson hat so die Josephinische Einziehung in einem Heustadel überlebt.
Wie die Samsonfiguren in Tamsweg, St. Michael, Mauterndorf und Muhr die Verbotsjahre überlebt haben, warum sie als einzige der Prozessionsfiguren die Verbotsjahre überlebten und wie sich der Samsonbrauch in seiner heutigen Form als weltliches Brauchtum in der Mitte des 19. Jahrhunderts entwickelte, ist heute nicht mehr restlos nachvollziehbar.
In Tamsweg wird sie 1853 von Ignaz von Kürsinger beschrieben, in St. Michael wurde trotz Verbots 1844 zu Ehren des Kaisers Ferdinand bei dessen Besuch in St. Michael ein Ehrentanz mit der Samsonfigur aufgeführt. Das Jahr 1859 brachte die offizielle Wiederbelebung per Gemeinderatsbeschluss. Eine Samsonfigur aus Mauterndorf von etwa 1900 befindet sich im Salzburger Museum Carolino Augusteum. Im steirischen Krakaudorf blieb der Samsonbrauch im frühen 19. Jahrhundert am Leben oder wurde mit einer Nachbildung einer Lungauer Samsonfigur möglicherweise erst begonnen.

#### Wiederbelebung der Samson-Traditionen
Waren um 1900 die vier besonders traditionsreichen Samsonfiguren von Tamsweg, St. Michael, Mauterndorf und Muhr wieder rehabilitiert, so brachte die Folgezeit eine zunächst langsame Vermehrung der Figuren durch Wiederaufnahme eines dokumentierten oder vermuteten Brauchtums:
- Unternberg: ab etwa 1900, letztmals 1927 in St. Margareten getragen, mit neuer Figur wieder ab 1954 (oder nach anderer Quelle 1952, siehe unten)
- St. Andrä: 1908, anlässlich einer Hochzeit, danach nur einzelne Umzüge nachweisbar. 1983 renoviert – mit altem Kopf und neuem Rumpf. Neueinkleidung und Gründung einer Samsongruppe 2002. Zwei Zwerge seit 2005.[22]
- St. Margareten: 1927 kurzes Gastspiel des ehemaligen Unternberger Samsons, danach verschollen – mit neuer Figur ab 2001
- Mariapfarr: 1937 Neubau einer Samsonfigur
- Ramingstein/Kendlbruck: ab 1948/49 bis 1958. Samsonfigur in Murau erhalten. Neuaufnahme mit neuen Figuren ab 1992. Zwerge seit 1997/98.
- Murau: 1966 neue Figur mit Kopf des ehemaligen Ramingsteiner Samsons, 2005 zweite Figur mit Rumpf der ehemaligen Ramingsteiner Samsonsfigur
- Wölting: 2000 Neubau einer Samsonfigur und zweier Zwerge

Während der Zeit des Nationalsozialismus wurden die Samsonfiguren von den Nationalsozialisten als Brauch mit kirchlichem Ursprung abgelehnt und zum Teil beschädigt. Samsonumzüge gab es während dieser Zeit nicht oder nur in Ausnahmefällen.

### Samsonfiguren in der Gegenwart

#### Samsonumzüge, Samsontreffen und andere Auftritte

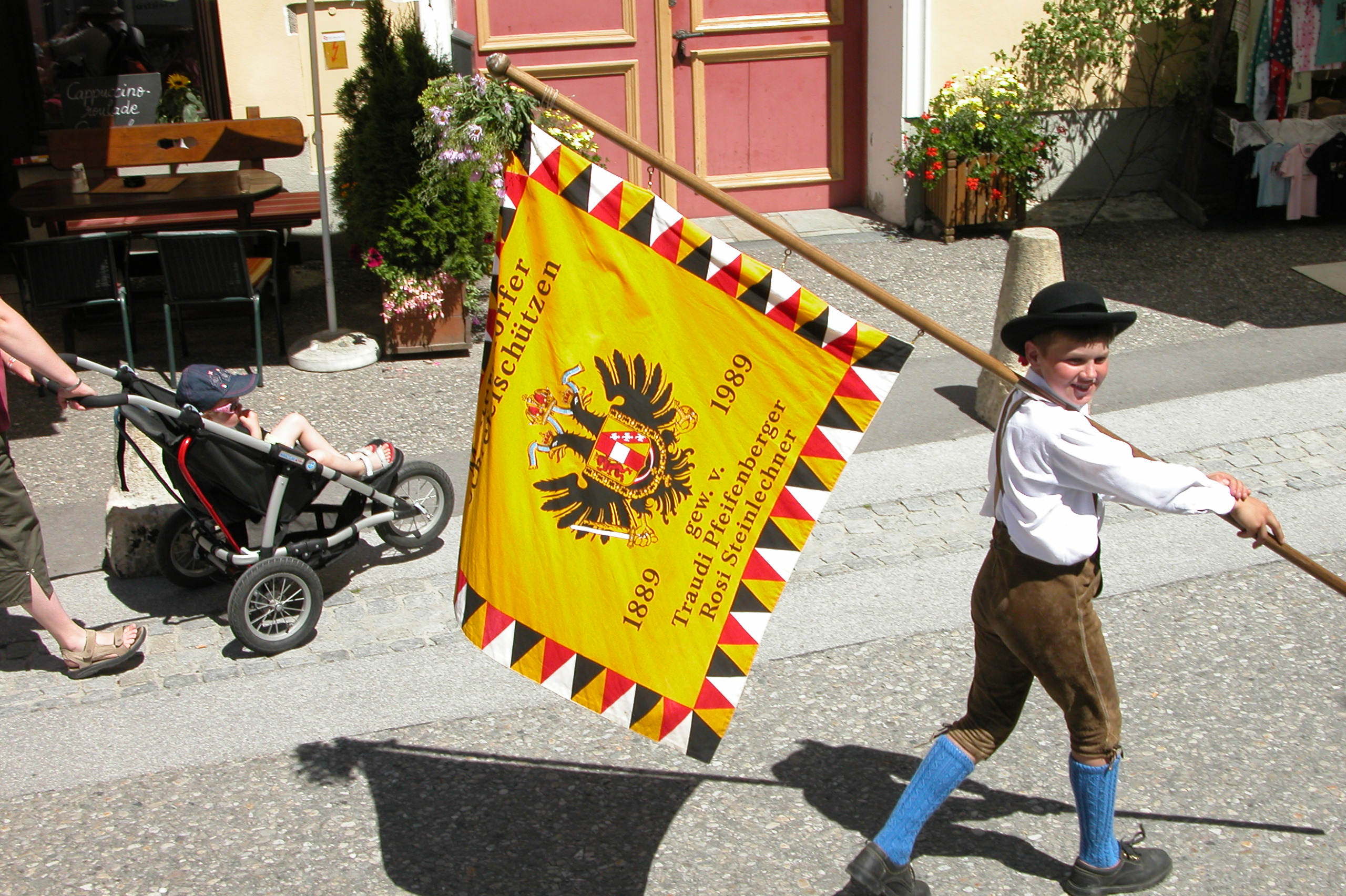
Fahnenträger der Kinderschützen beim Mauterndorfer Samsonumzug

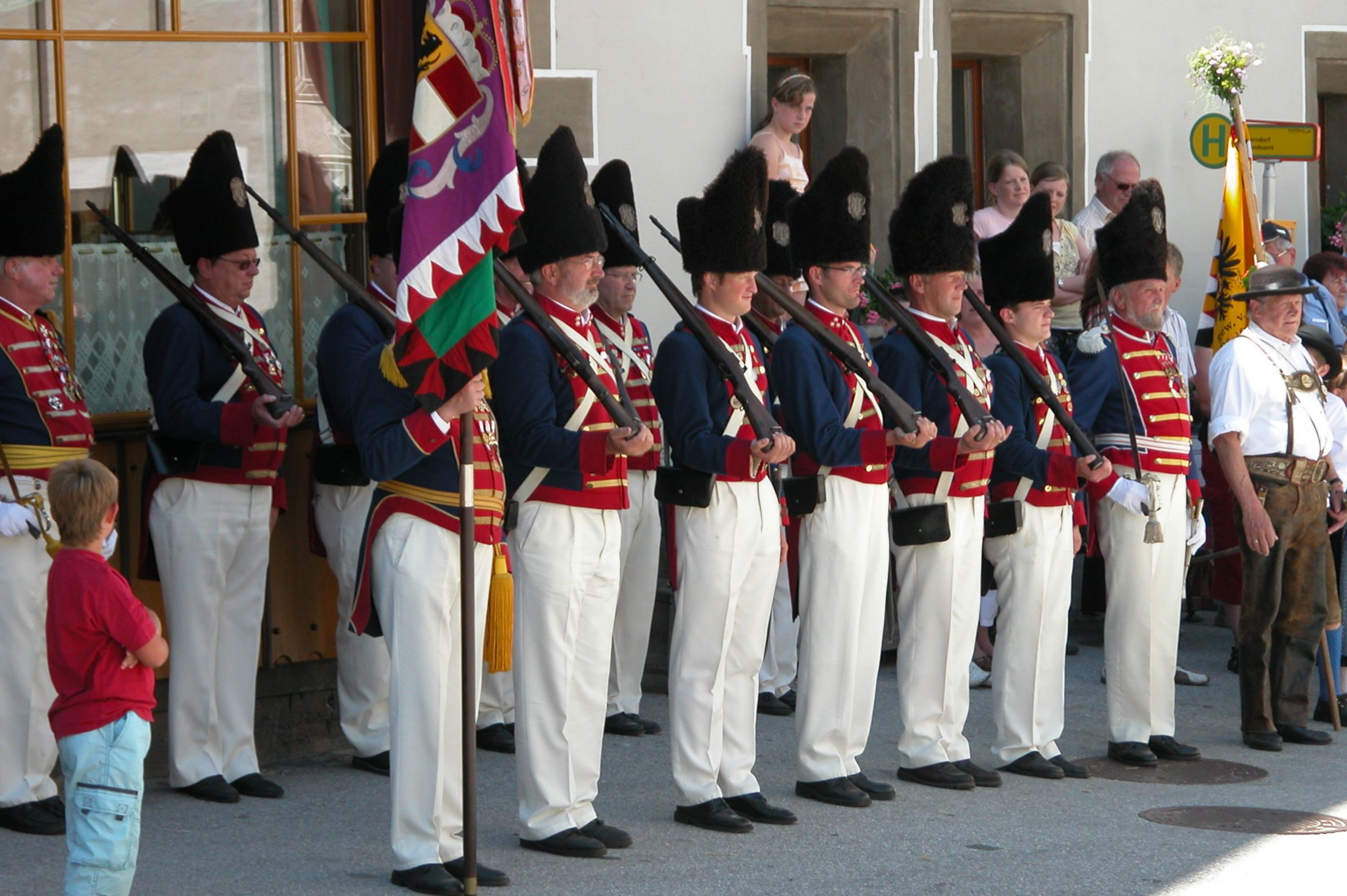
Bürgergarde Mauterndorf beim Samsonumzug 2007

Samsonumzüge finden nach der Fronleichnamsprozession, zum Prangtag (Patroziniumsfest/Patronatsfest), und je nach Ort zu ein bis zwei weiteren Anlässen wie Feuerwehrfesten oder Märkten zwischen Fronleichnam und Almabtrieb statt. Reisen führen die Samsonfiguren zu in mehrjährigem Abstand stattfindenden Samsontreffen im Lungau, in die Landeshauptstädte (Salzburg und Graz) und nach Köln sowie neuerdings auch in Partnerorte aus Gemeindepartnerschaften und zu Riesentreffen nach Katalonien, Nordfrankreich und Belgien.
Ein Samsonumzug dauert im Lungau bis zu drei Stunden und geht über eine Strecke von bis zu drei Kilometern. Über die ganze Strecke wird die Samsonfigur von einer Person von Station zu Station durch den Ort getragen. Sie wird zumeist von zwei bis fünf Helfern, Aufhaber bzw. Haberer genannt, unterstützt. Sie wird begleitet von der Blasmusik und – falls vorhanden – von Figuren eines männlichen und eines weiblichen Zwergs, den Schützen und anderen Gruppen. An jeder Station tanzt die Samsonfigur mindestens einmal zu Ehren einer Person, die diese Ehre eine Anerkennungsspende kostet. An manchen Stationen werden Ansprachen gehalten und – falls vorhanden – treten Schützen und Trachtengruppen auf. Idealerweise liegen die Stationen des Samsonumzugs an Gasthäusern, wobei deren Wirte die Ehre haben, die am Samsonumzug beteiligten Personen mit Getränken zu versorgen. Neben den großen Umzügen rücken manche Samsonfiguren auch im Rahmen von Frühschoppen, Feuerwehrfesten und Zapfenstreichen aus. Die Auftritte sind dann wesentlich kürzer, etwa im Rahmen einer Stunde. Die beiden steirischen Samsonfiguren rücken – abgesehen von Samsontreffen – in ihrem Ort nur einmal im Jahr am jeweiligen Prangtag aus. Dabei steht weniger der Zug durch den Ort im Mittelpunkt, sondern die bis zu 200 Ehrentänze für eine große Anzahl an zu ehrenden Personen, die sich um das Pulvergeld verdient gemacht haben. Die Samsonfigur tanzt dabei zu verschiedenen Melodien, unter anderem auch einer flotten Polka. Die Veranstaltung kann sich dabei über einen Zeitraum von bis zu 5 Stunden erstrecken.
In Krakaudorf, Mauterndorf, Murau, St. Michael und Tamsweg existieren traditionelle Bürgergarden, die mit Ausnahme von Tamsweg fester Bestandteil der Samsonumzüge sind. Im Lungau wird etwa bei jeder Station Salut geschossen, bei kurzen Umzügen an dessen Ende. In der Steiermark wird jeder Ehrentanz mit einem donnernden Salutschuss abgeschlossen.
Nahezu jedes Jahr findet ein Samsontreffen statt, meist aus Anlass eines Jubiläums im Ort der einladenden Samsongruppe. Alle sechs Jahre, z. B. 2011 findet das Große Fest der Lungauer Volkskultur statt. In diesem Zusammenhang findet ein Samsontreffen mit allen 12 Samsonfiguren statt.
Seit dem Jahr 2009 existierten Bestrebungen die Lungauer Riesenfigur Samson zusammen mit weiteren vier Salzburger Bräuchen für die UNESCO-Liste der kulturellen Traditionen vorzuschlagen. Ein erster Schritt war die 2010 angestrebte Aufnahme ins Verzeichnis des immateriellen Kulturerbes Österreichs. Das Samsontragen im Lungau und Bezirk Murau wurde 2010 in die Liste Immaterielles Kulturerbe in Österreich (nationale UNESCO-Liste) aufgenommen. Beim Fest der Lungauer Volkskultur am 4. September 2011 wurden die Urkunden der UNESCO allen Samsongruppen feierlich übergeben.

#### Musik zum Samsonumzug

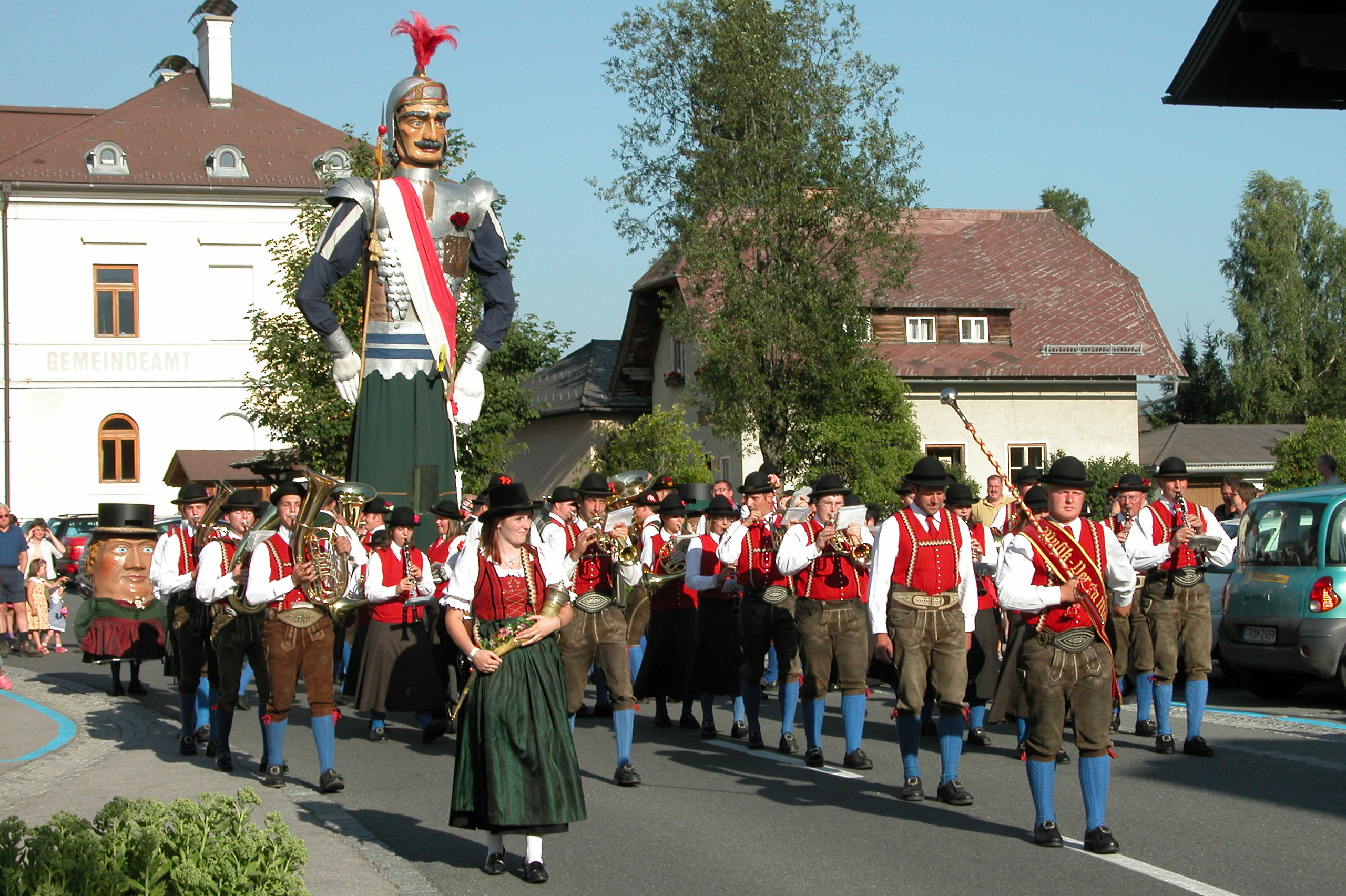
Trachtenmusikkapelle Mariapfarr mit der Mariapfarrer Samsonfigur

Die Samsonfigur wird bei ihrem Umzug von der Blaskapelle des jeweiligen Ortes begleitet. Diese nennt sich in St. Michael, Tamsweg und Mauterndorf Bürgermusik, in Wölting Dorfmusik, in Murau, Musikverein Stadtkapelle Murau, in den anderen Orten Musikkapelle oder Trachtenmusikkapelle.
Beim Zug durch den Ort geht die Blaskapelle stets voran und spielt Traditionsmärsche österreichischer Komponisten. Es gibt keine festgelegte Abfolge. Beliebte Märsche sind beispielsweise „Mein Heimatland“ von Sepp Neumayer, „Rainer Marsch“ von Hans Schmid oder der „Kitzbühler Standschützen Marsch“ von Georg Kaltschmied.
Der Samsonwalzer zu Ehren wichtiger (und auch zahlender Personen) ist eine Ehrenbezeugung – meist wird ein langsamer Walzer intoniert. Meist werden im Laufe eines Umzugs verschiedene Samsonwalzer gespielt. Beliebt sind etwa der erste Teil des „Almrauschwalzers“ vom Komponisten E. Trojan sowie ein Samsonwalzer, den der frühere Ramingsteiner Pfarrer Pater Paul Mitterndorfer komponiert hat. In Wölting wird der vom Gründer der Dorfmusikkapelle Anton Bayer vulgo Lenzen Toni komponierte Samsonwalzer, der sich aus der Melodie des Kirchenliedes Lieb Jesulein komm zu mir entwickelt hat, intoniert. Ein von den Kapellmeistern selbst komponierter Samsonwalzer wird beispielsweise in St. Margarethen gespielt. Manchmal werden im Laufe eines Umzugs verschiedene Samsonwalzer gespielt.

#### Ausrücktermine

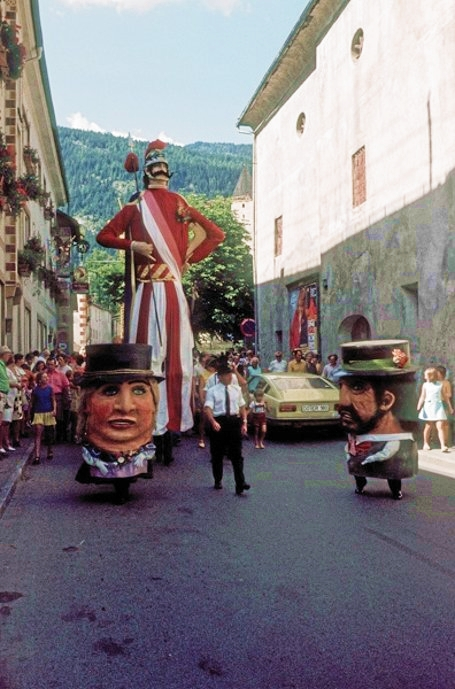
Samsonparade in Mauterndorf etwa 1980. Die Samsonfigur ist der Vorgänger der heutigen und steht mittlerweile im Lungauer Landschaftsmuseum auf der Burg Mauterndorf

Die Samsonsaison geht von Ende Mai bis Anfang Oktober. Den Anfang machen traditionell die Umzüge am Nachmittag des Fronleichnamtags, der letzte Umzug ist am ersten Oktobersonntag zusammen mit dem David-und-Goliath-Spiel in Ramingstein. Die Samsonfigur rückt zu den Samsonumzügen an Festtagen aus. Darüber hinaus ist sie an manchen Festen wie dem Ramingsteiner Silbermarkt, dem Tamsweger Waldfest, Einweihungen und Herbstfesten zu sehen. Sie rückt aus, wenn hochrangige Personen den jeweiligen Ort besuchen und kommt auch zur Angelobung (Gelöbnis) der Rekruten von Österreichs Bundesheer. Während der Saison rückt im Lungau und in der angrenzenden Steiermark nahezu an jedem Wochenende mindestens eine Samsonfigur aus, meist am Sonntagnachmittag, manchmal auch am Freitag- oder Samstagabend. Bei der Beschreibung der einzelnen Samsonfiguren weiter unten sind die regelmäßigen Ausrücktermine aufgelistet. Manchmal werden sie aber auch auf den vorherigen Samstag oder auf einen anderen Tag verschoben.
Die Samsonumzüge wie die (meisten) Feste können ohne Eintritt besucht werden. Es gibt keinerlei Absperrungen und alles ist frei zugänglich. Der Polizeieinsatz beschränkt sich auf das Regeln des Verkehrs. Höhepunkte sind die großen Samsonumzüge in Mauterndorf und Tamsweg. Samsonumzüge in kleineren Orten haben sehr stark den Charakter eines Festes von und für Einheimische, bei dem Gäste von auswärts aber stets willkommen sind.

#### Personifizierung
Im Lungau wird nicht von Samsonfiguren gesprochen, sondern vom Samson. plural: Samsone. Diese Personifizierung bewirkt im lokalen Sprachgebrauch, dass der Samson marschiert, den Samsonwalzer tanzt und Rekruten des Bundesheers wie hochgestellten Personen seine Aufwartung macht. Diese Personifizierung wird auch in der Schriftsprache beibehalten.

#### Samsonfiguren und Samsonbrauch in Museen
Unabhängig von Ausrückungen können folgende Samsonfiguren besichtigt werden:
- Ein erheblicher Teil des Dorfmuseum Waltlhaus in Krakaudorf ist dem Samsonbrauchtum gewidmet. Dabei werden auch alle österreichischen Figuren beschrieben.
- Die Tamsweger Samsonfigur hat ihr Quartier im Tamsweger Heimatmuseum und kann im Rahmen einer Museumsführung vom 1. Juni bis 15. September und an Tagen mit Sonderführungen besichtigt werden.[35]
- Der Samson von Mariapfarr steht in dem gemeinsamen Gebäude von Feuerwehr und Trachtenmusikkapelle und kann durch die (verspiegelte) Glasscheibe auf der Rückseite des Gebäudes ganzjährig betrachtet werden.
- Die Samsone von Muhr und St. Andrä, letzterer zusammen mit seinen Zwergen, bewohnen einen Samsonturm in dem sie durch eine große Glasscheibe ganzjährig bewundert werden können.
- Die Murauer Samsone haben ihr Quartier in einem eigens erbauten Holzhaus in der Nähe des Friesacher Tors. Sie sind durch mehrere Fenster zu besichtigen.
- Die Vorgängerfigur des heutigen Mauterndorfer Samsons von 1912/1949 steht im Lungauer Landschaftsmuseum in der Burg Mauterndorf und kann dort zu den Öffnungszeiten der Burg nahezu ganzjährig besichtigt werden[36] (siehe auch historisches Bild rechts eines Umzugs von 1980).
- Der um das Jahr 1920[37] in das Salzburger Museum Carolino Augusteum heute Salzburg Museum gekommene Samson von circa 1890 ist zusammen mit zwei Zwergen in dessen volkskundlicher Außenstelle, dem Volkskundemuseum Salzburg im Hellbrunner Monatsschlössl von April bis Oktober zu besichtigen.[38] Im Gegensatz zu den derzeit im Gebrauch befindlichen Zwergen ist von den Zwergen nur die vordere Hälfte ausgeführt.

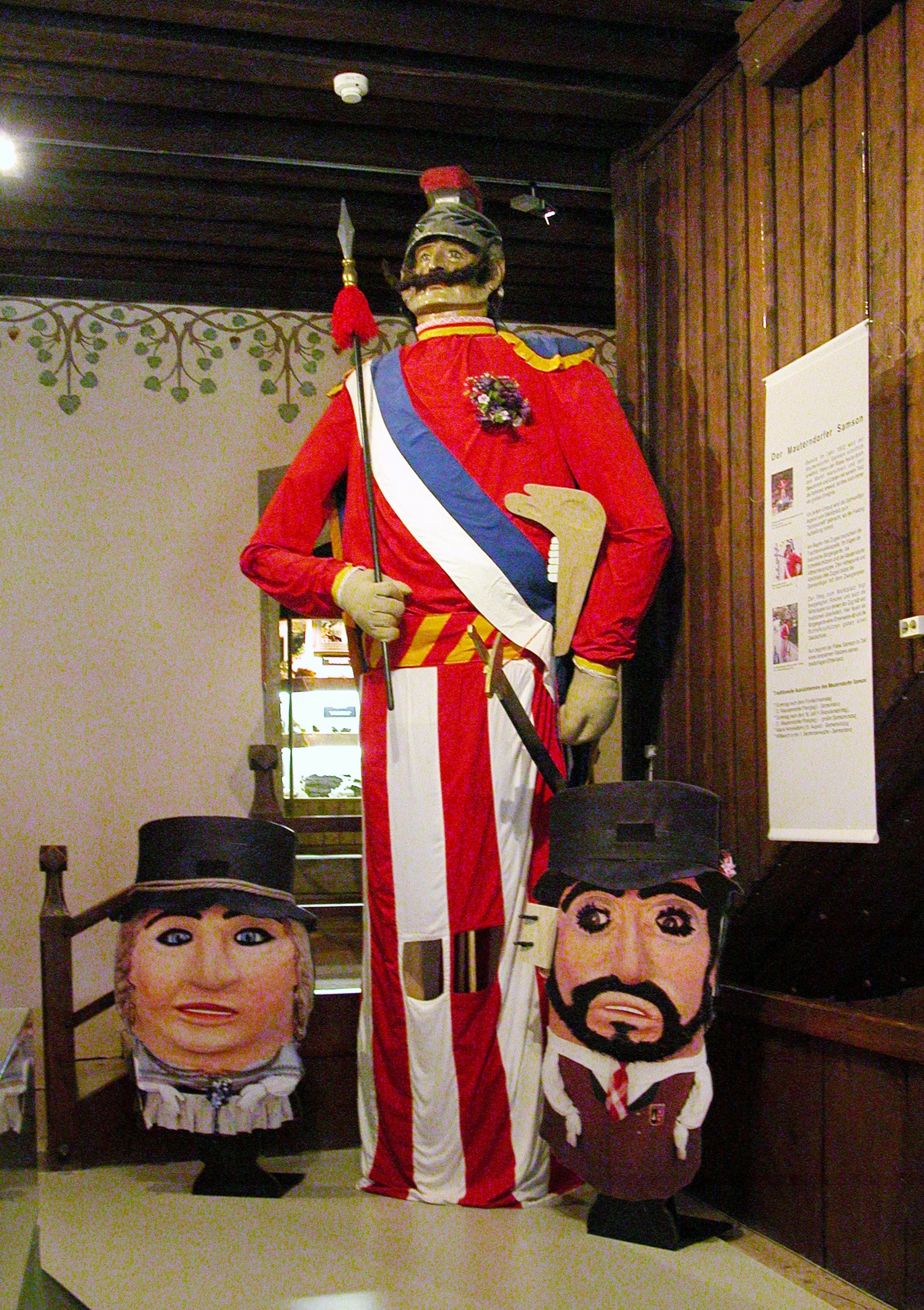
Samsonfigur im Lungauer Landschaftsmuseum

Bilder der Samsonfigur und seiner Zwerge im Salzburg Museum:

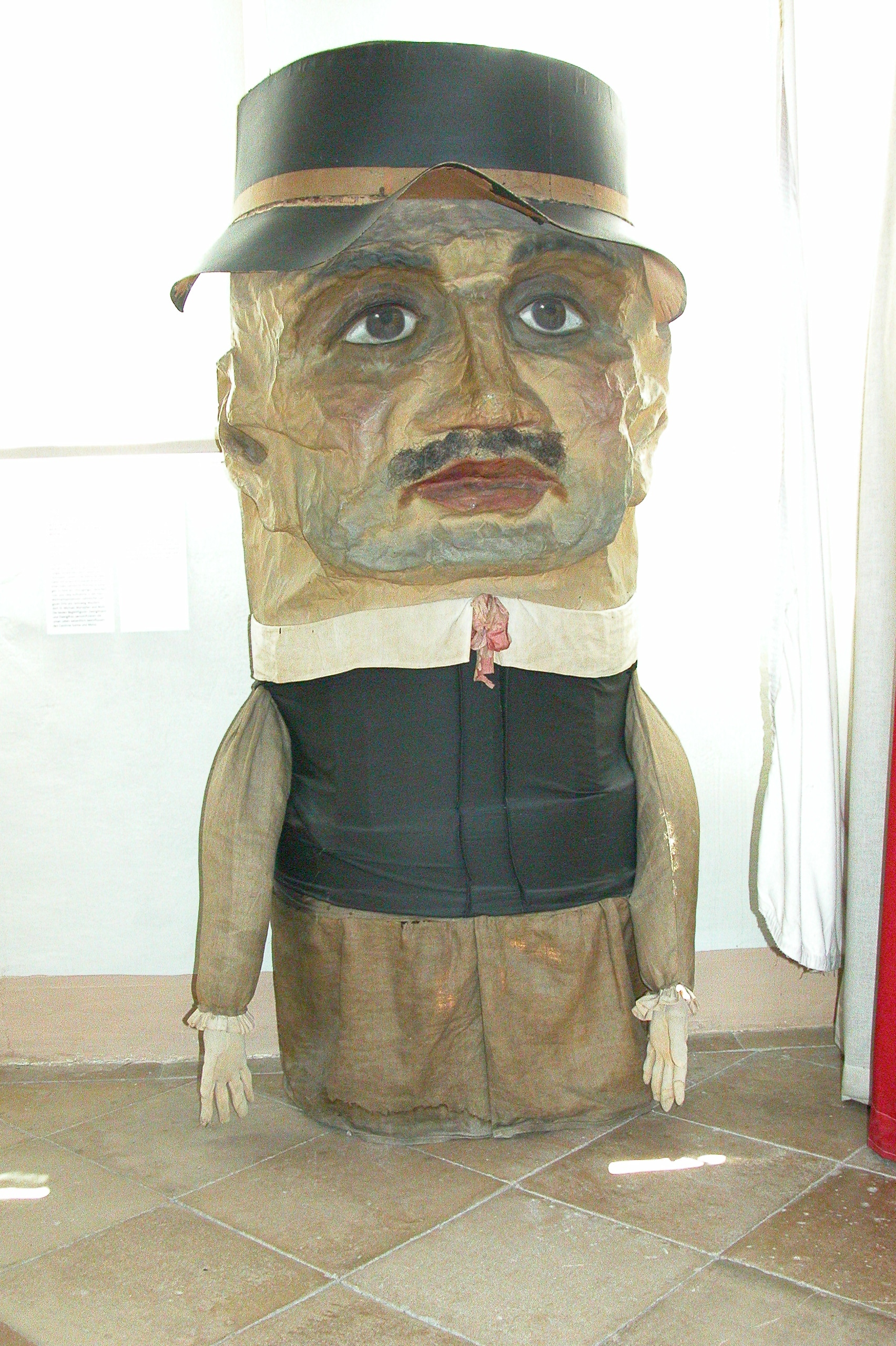
Männlicher Zwerg
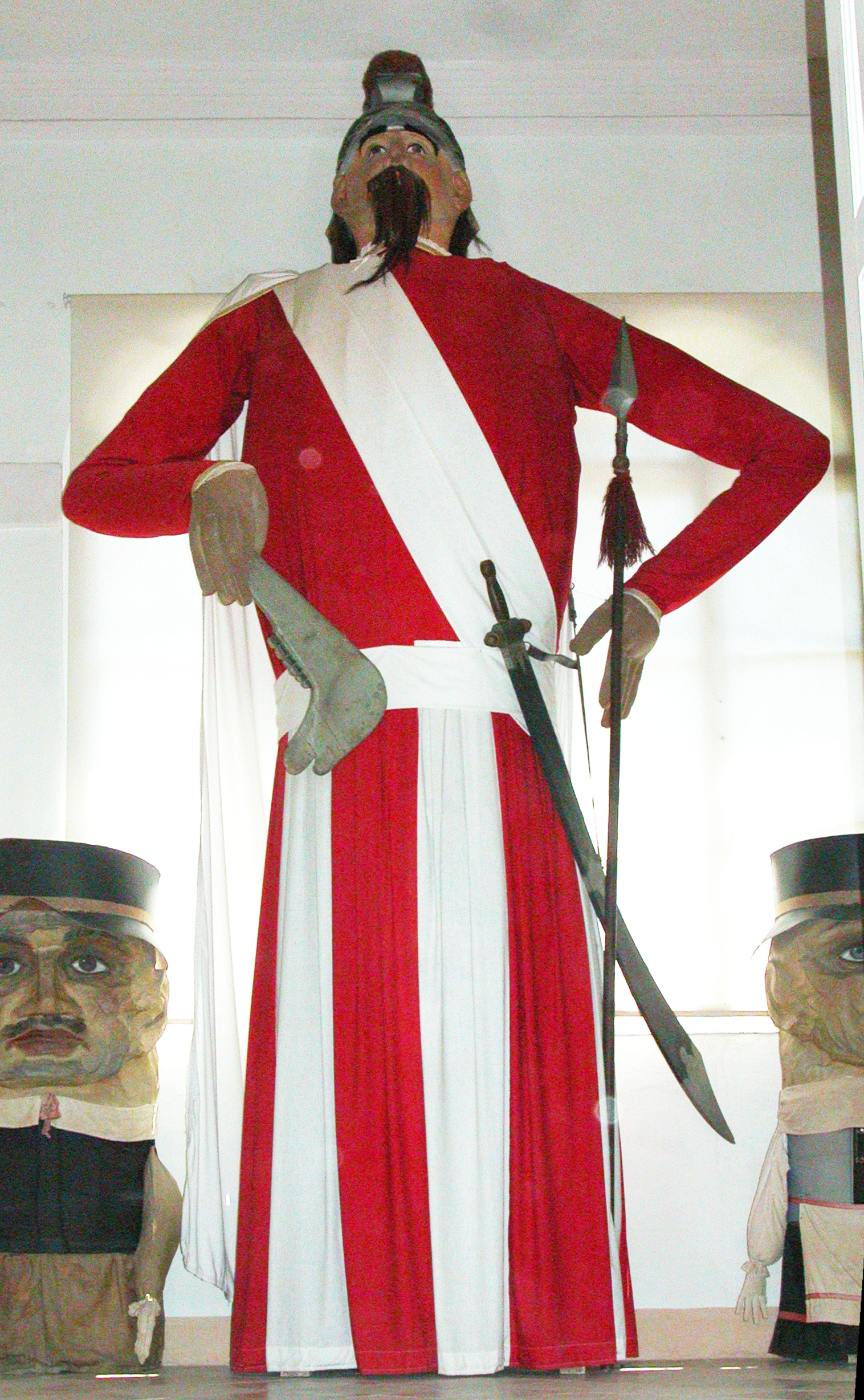
Samsonfigur
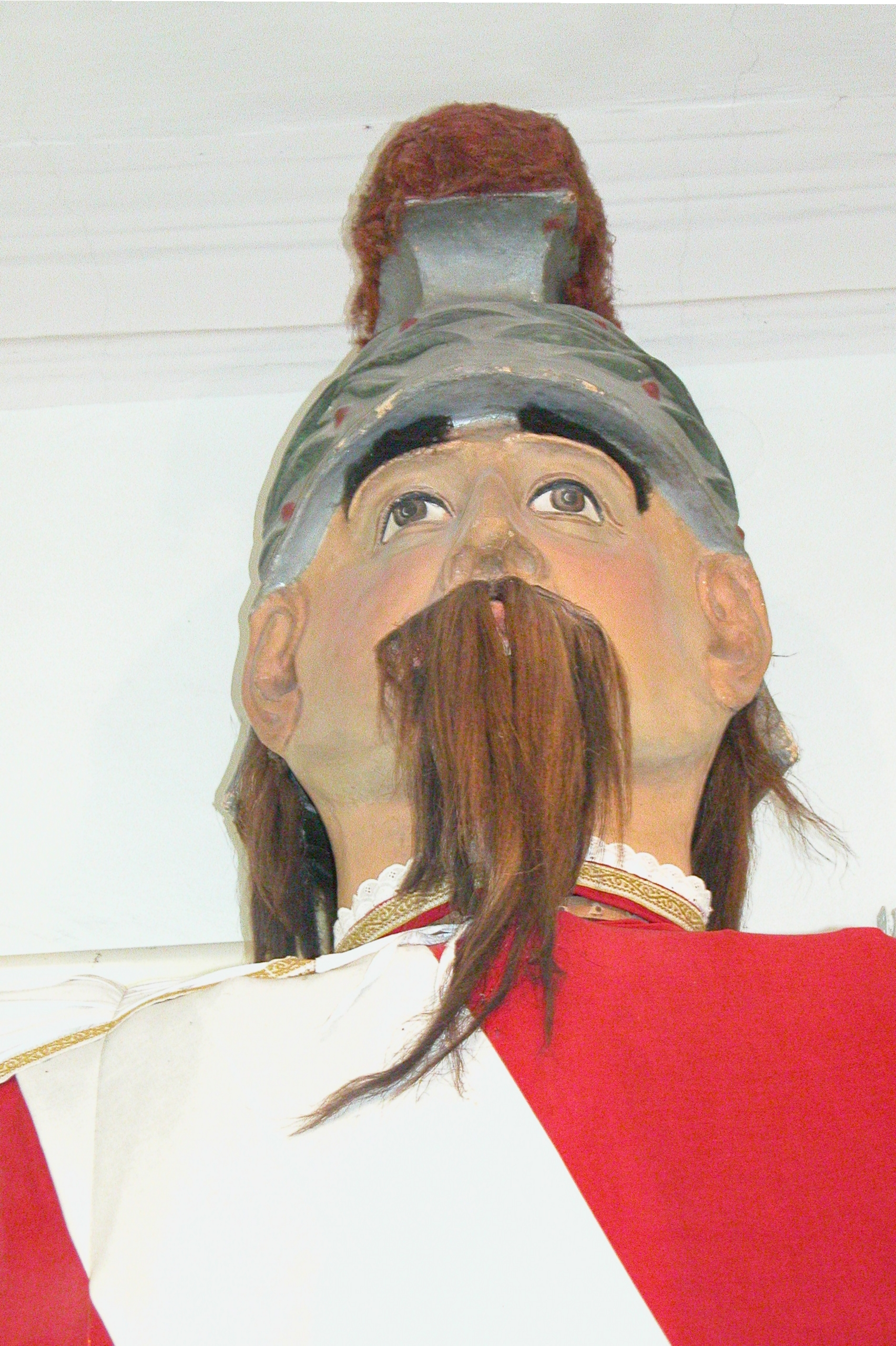
Kopf der Samsonfigur
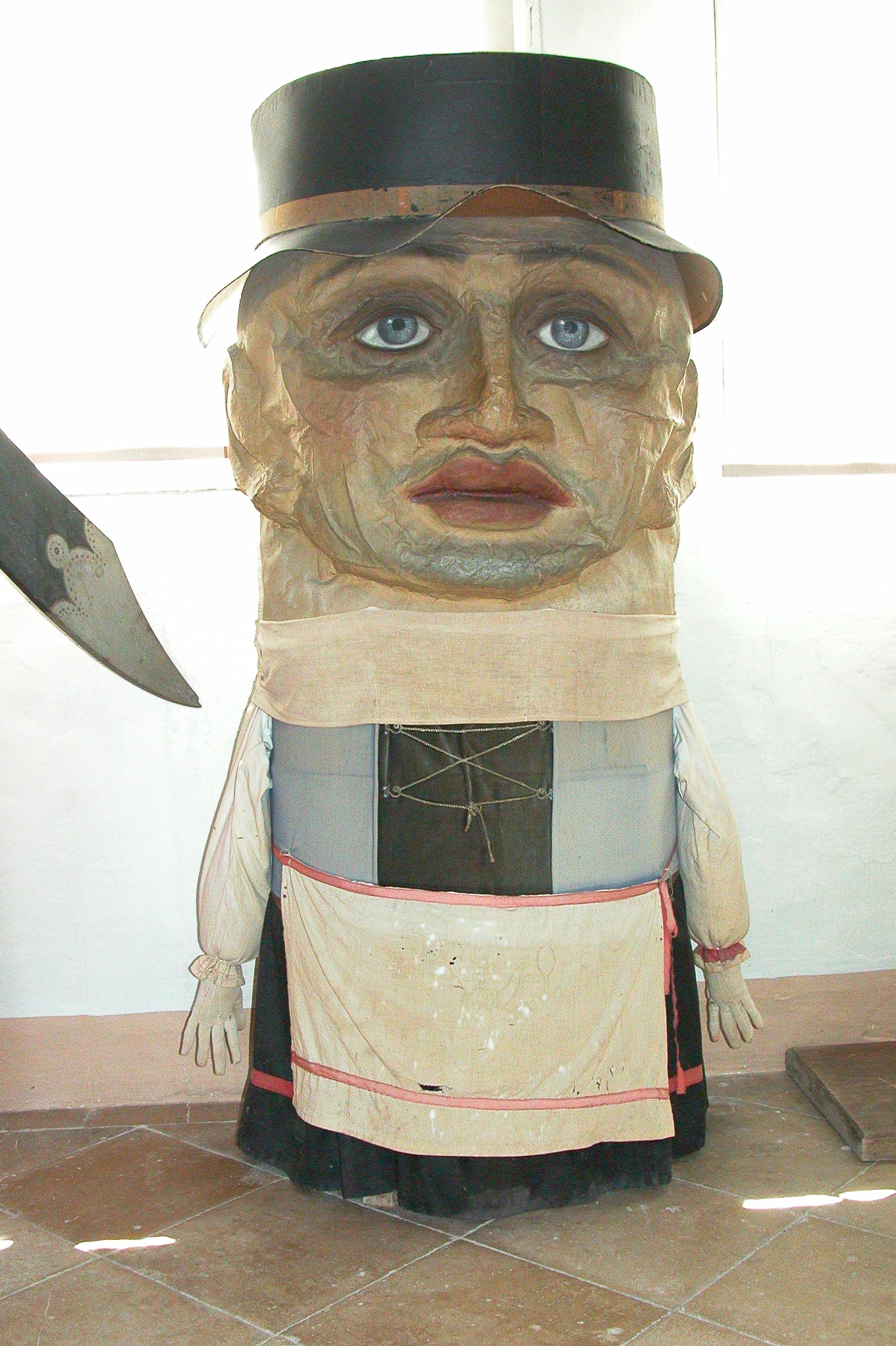
Weiblicher Zwerg

## Beschreibung der einzelnen Figuren

### Überblick über die Figuren
| Ort                        | Erste schriftliche Erwähnung                                   | Aktuelle Samsonfigur von                                                               | Größe        | Gewicht                                                               | Zwergfiguren                                                                 | Feste Ausrücktermine |
| -------------------------- | -------------------------------------------------------------- | -------------------------------------------------------------------------------------- | ------------ | --------------------------------------------------------------------- | ---------------------------------------------------------------------------- | --- |
| Ath                        | 1679                                                           | 1806                                                                                   | 4,3 Meter    | 127 Kilogramm                                                         | Keine Zwerge                                                                 | nur beim Ducasse-Festival |
| Krakaudorf                 | 1809 (oder jünger)                                             | 1914                                                                                   | 6 Meter      | 75 Kilogramm                                                          | Keine Zwerge                                                                 | Prangtag des heiligen Oswald, gefeiert am ersten Sonntag im August |
| Mariapfarr                 | 1935                                                           | 1950                                                                                   | 6,8 Meter    | 86 Kilogramm                                                          | Zwei Zwerge, Mann und Frau in Lungauer Tracht                                | 2. Sonntag nach Fronleichnam, zwei Abendtermine im Juli, 15. August, Ende August zum Bauernherbstfest, besondere Anlässe                                                    |
| Mauterndorf                | 1802                                                           | Kopf in Polyesterguss: 1990, Gestell: 1993                                             | 5 Meter      | 75 Kilogramm                                                          | Zwei Zwerge, Mann und Frau                                                   | 3. Sonntag im Juni, 3. Sonntag im Juli, 15. August 1. Sonntag im September                                                                                                  |
| Muhr                       | 1802                                                           | 1991 (Rumpf), Kopf älter                                                               | 3,8 Meter    | 75 Kilogramm                                                          | Keine Zwerge                                                                 | 29. Juni (Peter- und Paul-Tag), Anfang August, Ruperti-Tag (Sonntag vor oder nach dem 24. September), Erntedankfest (mit Maibaumschneiden)                                  |
| Murau                      | 1748                                                           | 1960 (Samson I) und 2005 (Samson II)                                                   | 5 Meter      | 70 Kilogramm (Samson 1) 60 Kilogramm (Samson 2)                       | Keine Zwerge                                                                 | 15. August |
| Ramingstein                | 1802                                                           | 1992 (Zwerge von 1997/1998)                                                            | 5,5 Meter    | 80 Kilogramm                                                          | Zwei Zwerge, Achatz und Marie. Achatz in Bergmannstracht. Marie im Dirndl.   | Ramingsteiner Silbermarkt (2. Sonntag im Juli alle 2 Jahre) und Kendlbrucker Prangtag, (1. Sonntag im Juli)                                                                 |
| St. Andrä im Lungau        | 1908                                                           | 1983 (Gestell), 1905 (Kopf), renoviert 1983 und 2002, 2004 (Zwerge)                    | 5,6 Meter    | 80 Kilogramm                                                          | Zwei Zwerge, Hammersfrau und Schmied                                         | Unregelmäßig (etwa vier Mal zwischen Juni und September) |
| St. Margarethen im Lungau  | 1927                                                           | 2001                                                                                   | 6,1 Meter    | 95 Kilogramm (Stand 2009)                                             | Keine Zwerge                                                                 | Fronleichnam, Prangtag (etwa 4. Sonntag im Juli), Anfang August |
| St. Michael im Lungau      | 1754                                                           | Barock                                                                                 | 4,5 Meter    | 64 Kilogramm                                                          | Keine Zwerge                                                                 | Fronleichnam, 15. August (in Katschberg), Prangtag: Sonntag vor oder nach dem 29. September, weitere Umzüge bei Ortsfesten: Bauernherbst, Frühschoppen der Bürgermusik etc. |
| Tamsweg                    | 1720 ist ein Mann erwähnt, der 32 Jahre lang Samsonträger war. | Im Kern einschließlich des Kopfes aus der Barockzeit (?). Zwerge von 1802/03 und 1844. | über 5 Meter | 103,5 Kilogramm vor der Renovierung in den 1980er-Jahren 88 Kilogramm | Zwei Zwerge, Mann und Frau in Lungauer Tracht. Früher zwei weibliche Zwerge. | (nach) Fronleichnam, 4. Samstag und Sonntag im Juli, 1. Sonntag im August (Waldfest)                                                                                        |
| Unternberg                 | 1954 (neuer Samson)                                            | 1954                                                                                   | 5 Meter      | 75 Kilogramm                                                          | Zwei Zwerge (Mann und Frau) seit August 2013                                 | Anfang Juni, 1. Sonntag im Juli, Mitte September |
| Wölting (Gemeinde Tamsweg) | 2000 (der Sage nach jedoch erstes Samsonprivileg im Lungau)    | 2000                                                                                   | 6,3 Meter    | 93 Kilogramm                                                          | Zwei Zwerge                                                                  | 2–3 Mal im Jahr |

### Ath

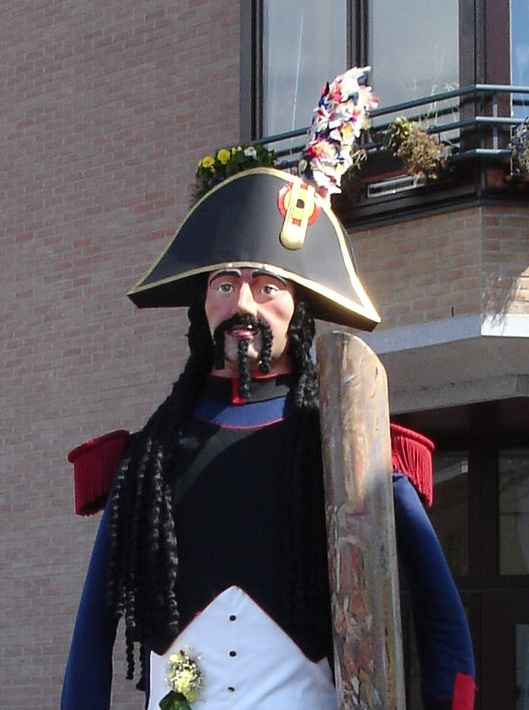
Der Samson von Ath in Belgien

Ath ist bekannt als die Stadt der Riesen. Beim Ducasse-Festival, das jedes Jahr am vierten Wochenende im August stattfindet, wird neben vielen anderen Riesenfiguren eine Samsonfigur mitgetragen. Die Riesen aus Ath gehören zur Liste des mündlichen und immateriellen Kulturerbes der UNESCO.
Der Samson wurde 1679 in das Gefolge der Ducasse d’Ath als Riese der Bruderschaft der Kanoniere eingeführt. Aus diesen Jahren kann man in den Berichten aus ma mansarderie lesen, dass der Magistrat der Stadt eine Summe in Silber „für die Brüder (confrères) Kannoniere von sainte-Marguerite […] um den Samson aufzurichten“ zur Verfügung gestellt hat. Möglicherweise hat schon früher, vielleicht seit dem 15. Jahrhundert, ein Riese Samson an der Prozession teilgenommen, es gibt darüber jedoch keinen schriftlichen Nachweis.
Nachdem er im Jahr 1794 zu Zeiten der Französischen Revolution zusammen mit den anderen Riesen auf Veranlassung der französischen Regierung zerstört worden war, tauchte er seit der Wiederaufnahme der Prozession im Jahr 1806 wieder auf. Seit dem 19. Jahrhundert ist er wie seine Begleiter, die Gruppe der Blauen als französischer Soldat gekleidet. Der biblischen Schilderung entsprechend trägt Samson die Säule des Tempels von Dagon und den Eselskinnbacken. Ihm folgt seit der Zwischenkriegszeit die Fanfare von Moulbaix.
Während bei den anderen Riesen Kopf und Oberkörper aus Lindenholz geschnitzt sind, besteht bei diesem Samson nur der Bereich des Gesichts aus Holz. Die Figur besteht aus einem Lattengerüst und ist mit bemalter Leinwand bespannt. Sie trägt ein blaues Gewand mit roten Ärmelaufschlägen und zwei roten Rockschößen, rote, fransenbesetzte Schulterstücke, Kupferknöpfe, gelbe Weste und schwarze Schärpe, einen schwarzen Zweispitz mit Goldborte, eine Kokarde in den belgischen Nationalfarben, einen mehrfarbiger Federbusch. Die Handschuhe sind hellbraun (früher gelb), der Rock ist blau, die Haare schwarz, und er trägt einen Schnauz- und Kinnbart im Stil von Napoleon III. In Händen hält sie eine Säule aus Marmornachbildung und einen braunen Eselskinnbacken.

### Krakaudorf

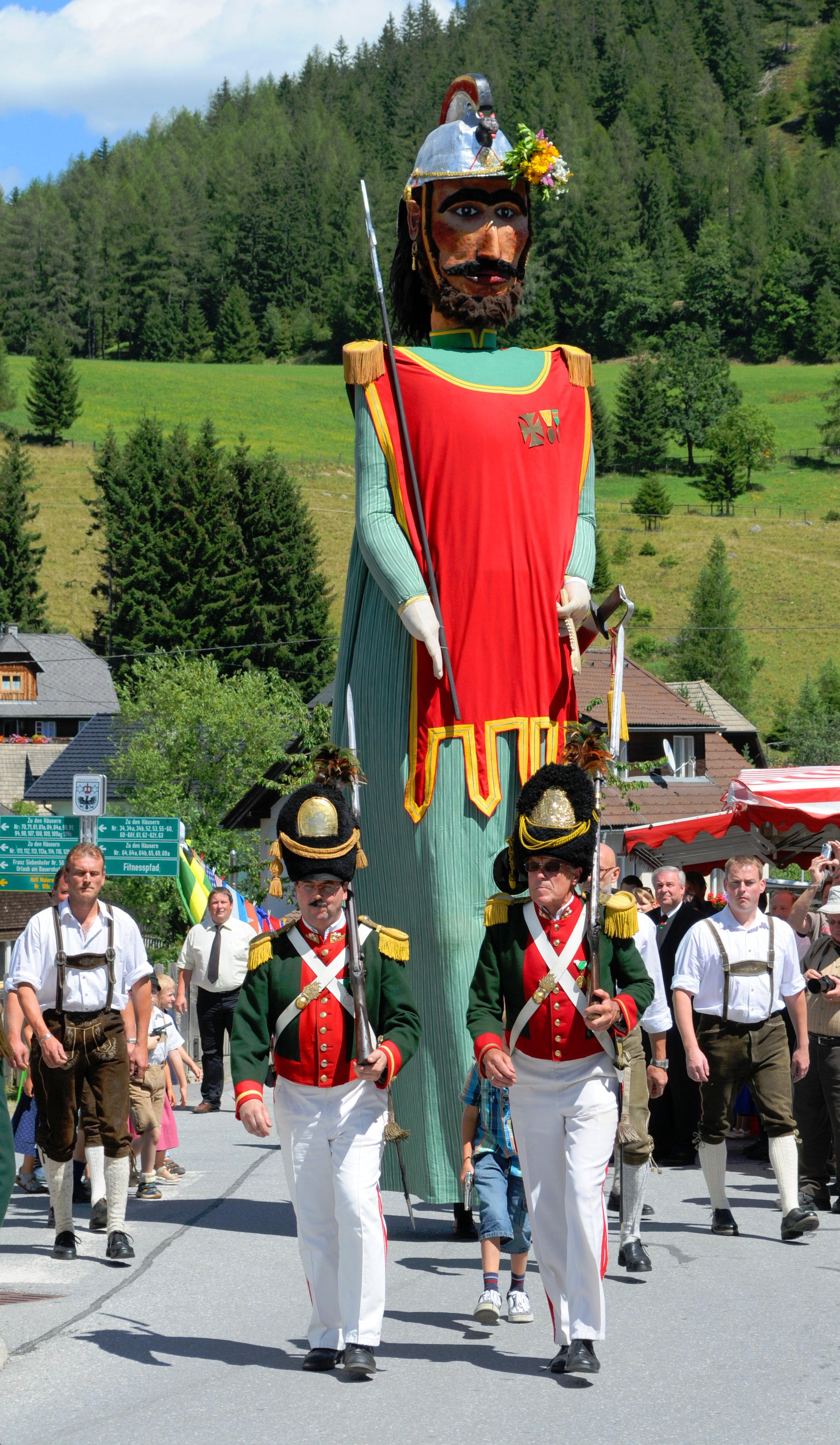
Samsonfigur von Krakaudorf

An St. Oswald, dem Prangtag (Patroziniumsfest) in Krakaudorf (gefeiert am 1. Sonntag im August) zieht nachmittags die Samsonfigur durch den Ort. Die erste Krakauer Samsonfigur wurde nach 1809 von dem italienischstämmigen Johann Turass geschaffen. Nach 100 Jahren wurde die Figur bei einem Brand im Gasthaus Bale vernichtet. Die zweite Figur, im Volksmund der Grauperte genannt, wurde wegen ihrer Missgestalt viel verspottet und hatte nur eine kurze Lebensdauer. Die jetzige Figur Samson der Dritte wurde 1914 von N. Neumann vulgo Pistrich geschaffen.
Die Samsonfigur wird seit 1975 im „Haus der Volkskultur“ aufbewahrt. Manchmal geht sie auf Reisen: So war sie bei Samsontreffen im Lungau und mehrfach in Graz zu sehen.
Im Dorfmuseum im Waltlhaus, einem etwa 400 Jahre alten Bauerngehöft in der Ortsmitte, ist ein großer Raum den Samsonfiguren gewidmet.
|  |

### Mariapfarr

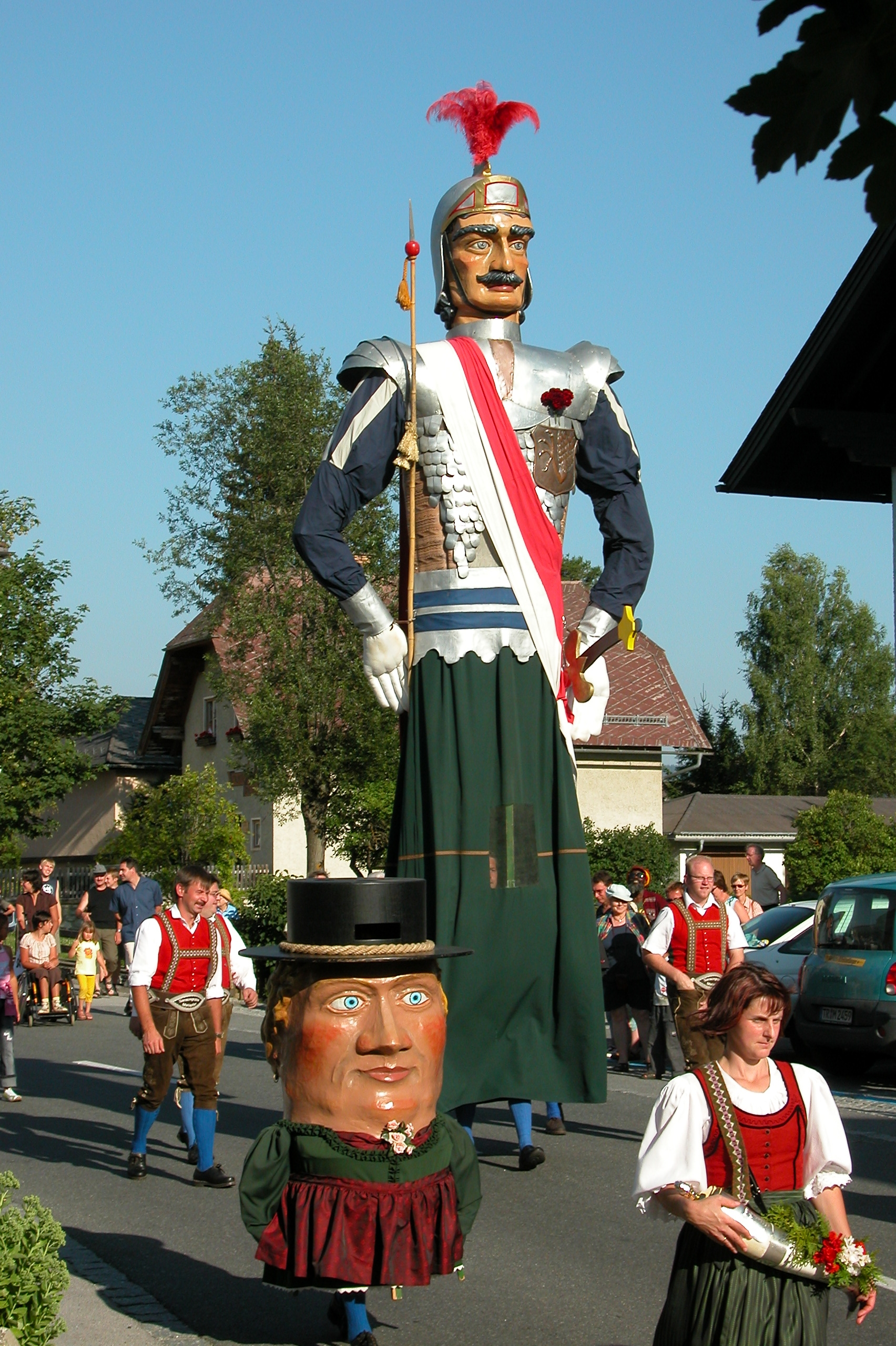
Mariapfarrer Samsonfigur mit weiblichem Zwerg

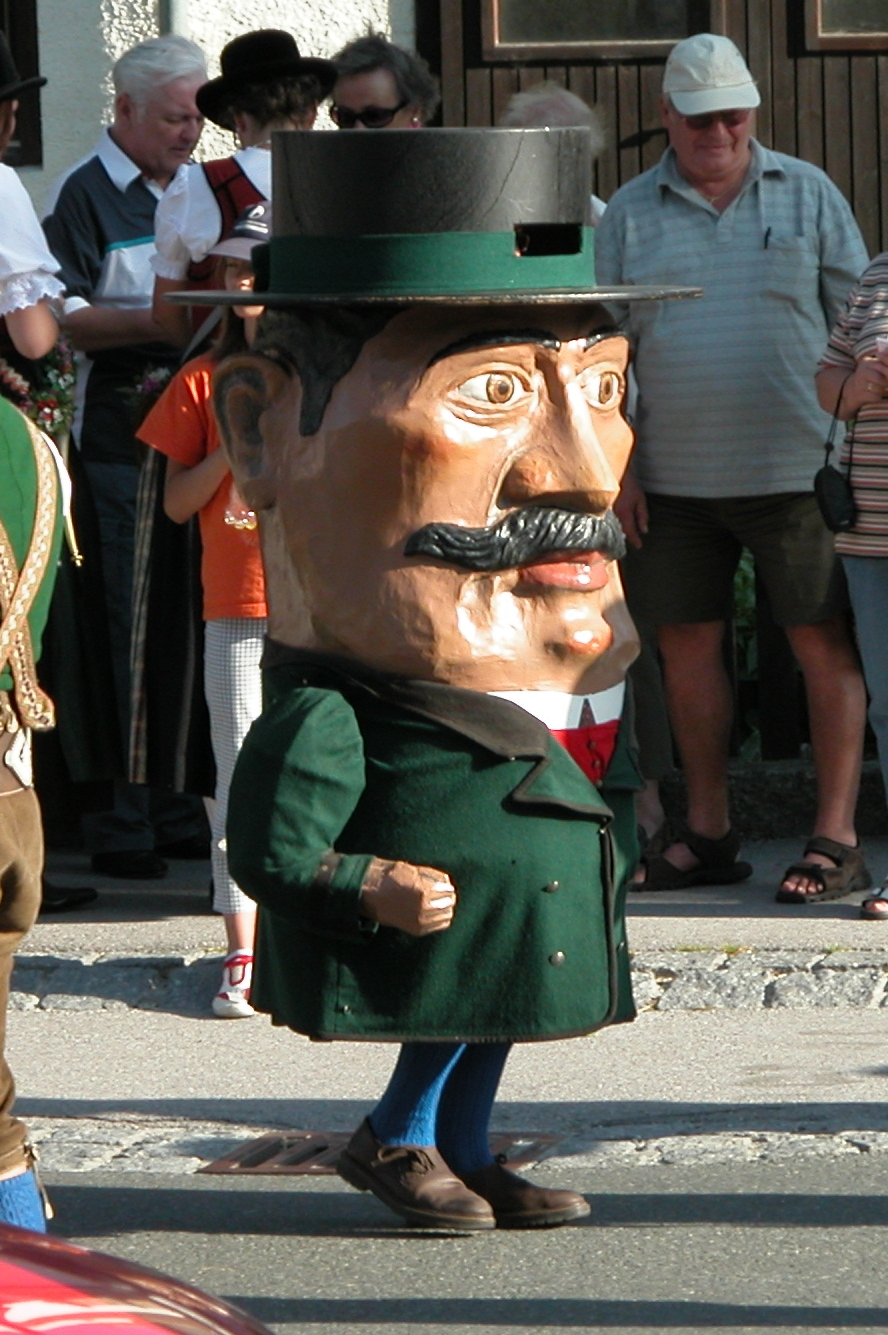
Männlicher Zwerg

Der erste Hinweis auf einen Samson in Mariapfarr stammt aus dem Jahre 1914. Zeugen erinnerten sich an einen Samson, der 1914 mitsamt dem Hof, in dem er eingelagert war, verbrannt sein soll. Die derzeitige Samsontradition geht auf Pfarrer Stöckl, 1928–1936 Kooperator (Kaplan) in Mariapfarr, zurück. Sein Ziel war es, in der Ur-Pfarre des Lungaus den Samsonbrauch wieder aufleben zu lassen. Die 1937 fertiggestellte erste Figur des Samsons wurde maßgeblich vom theaterbegeisterten Burschenverein gefertigt. Der von Professor August Schreilechner, einem Kunsterzieher mit Sommerquartier in Gröbendorf fabrizierte Kopf konnte allerdings nicht überzeugen. Es wird von Zeitzeugen als „wenig schön, um nicht zu sagen grausig“ beschrieben. Die schmächtige Figur hatte jedoch den Vorteil, wenig windempfindlich zu sein.
Den Zweiten Weltkrieg hat die Samsonfigur unbeschadet überstanden, nach einem Sturz im Sommer 1949 war sie jedoch nicht mehr zu retten. Noch im selben Jahr wurde eine neue Riesenfigur gebaut. Diese wog anfangs 105 Kilogramm – 40 mehr als ihr Vorgänger. Auf dem Leib trug sie einen Schuppenpanzer aus Kupfer und Aluminium. Nach Umbaumaßnahmen wurde das Gewicht um 20 Kilogramm reduziert. Die Samsonfigur besitzt als einzige keinen Eselsbackenknochen. Sie wird im Feuerwehrhaus verwahrt und ist durch den oberen Eingang von außen zu sehen.
Die Mariapfarrer Samsongruppe war die erste mit größeren internationalen Aktivitäten. Reisten früher Samsonfiguren allenfalls zu Gaufesten in die jeweilige Landeshauptstadt, so folgte die Mariapfarrer Samsongruppe – nach Zögern der traditionsreicheren Samsongruppen – 1982 einer Einladung zu einem Riesentreffen in Matadepera, nordwestlich von Barcelona in Katalonien gelegen. Im Folgejahr kamen einige katalanische Riesen aus Matadepera nach Mariapfarr. Dieses begründete eine Gemeindepartnerschaft, und viele weitere gegenseitige Besuche folgten. 1992 – zum zweiten Trobada Internacional de Gegants – wurde auch der Unternberger Samson samt Trachtenmusikkapelle mitgenommen. 1994 erfolgte. 2007 reiste die Mariapfarrer Samsongruppe nach Matadepera. Weitere Treffen mit Lungauer Samsonen und katalanischen Riesenfiguren fanden in Mariapfarr in den Jahren 1994 und 2002 statt. Am 1. bis 3. Mai 2009 wurde das 25-jährige Jubiläum der Gemeindepartnerschaft in Mariapfarr mit allen Lungauer Samsonfiguren und vielen Riesen aus Matadepera gefeiert. Unmut erregte die Mariapfarrer Samsongruppe, als sie im Januar 1996 – also außerhalb der Samsonsaison – zur Eröffnung der Samson-Sechsersesselbahn im Lungauer Skigebiet Fanningberg, begleitet von der Musikkapelle Göriach, ihre Samsonfigur tanzen ließ.
|  |  |

### Mauterndorf

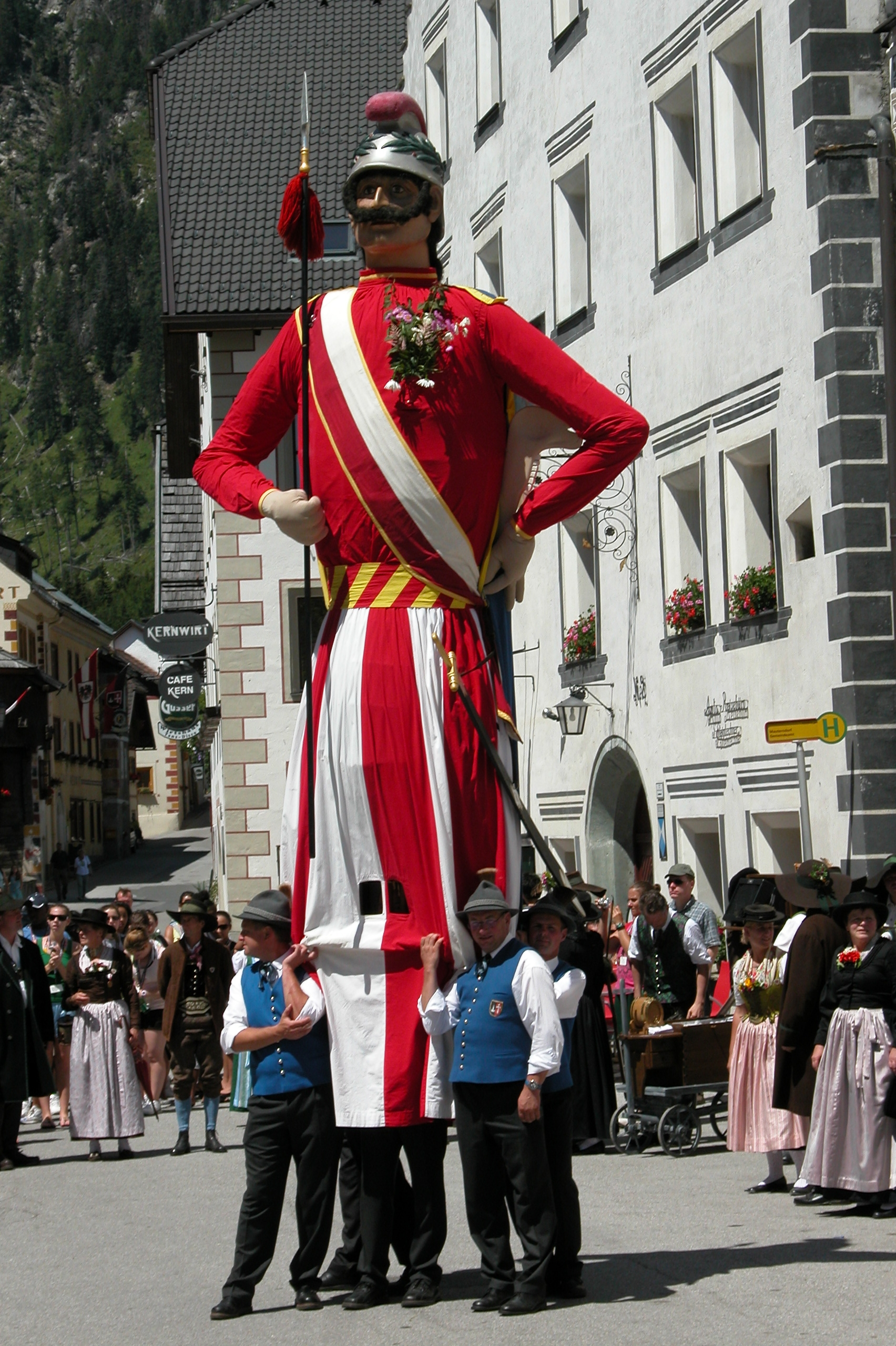
Mauterndorfer Samson

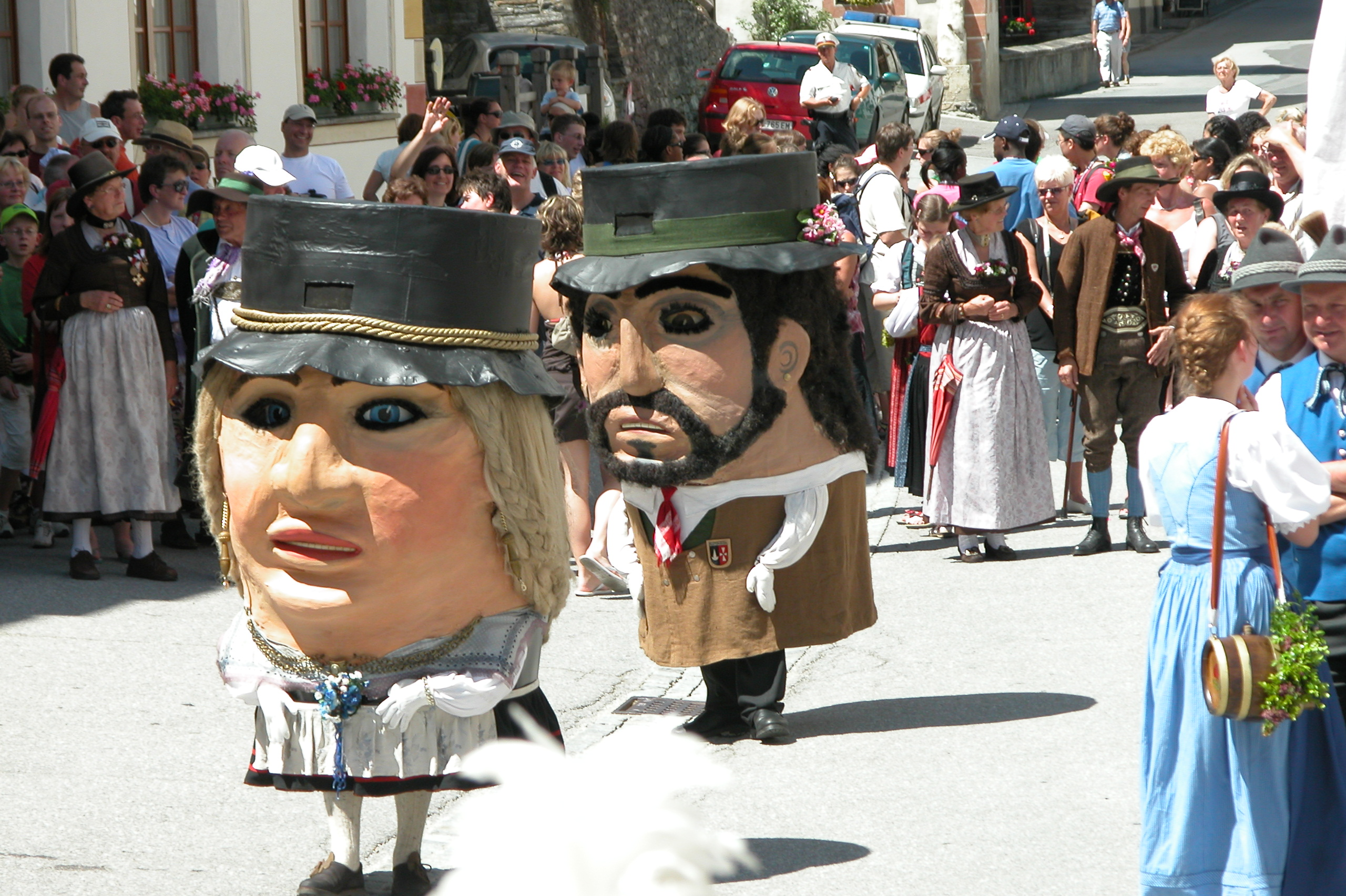
Die Zwerge des Mauterndorfer Samsons

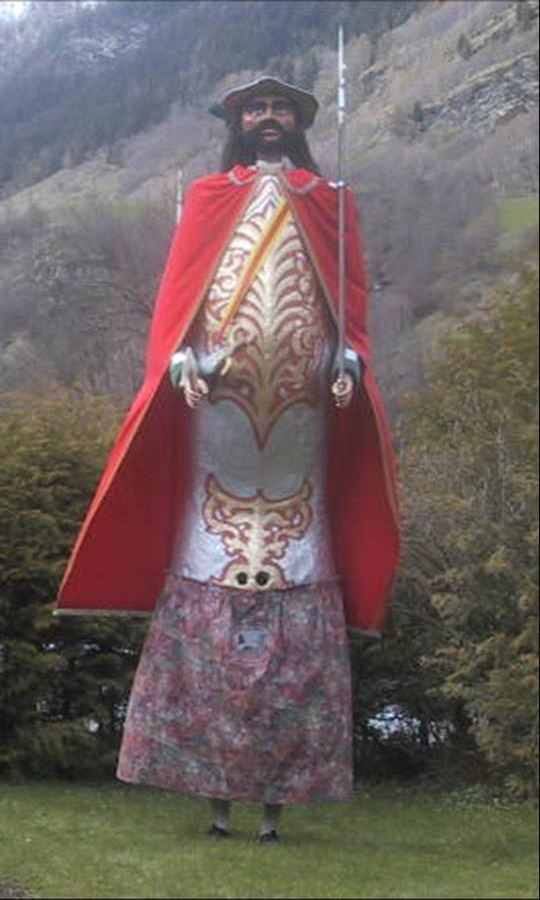
Die Samsonfigur aus Muhr

Das erste schriftliche Zeugnis über die Mauterndorfer Samsonfigur stammt wie bei vielen anderen von 1802 aus der Zeit der Samsonverbote. Wie lange sich die Mauterndorfer an dieses Verbot halten mussten, ist nicht überliefert. Erstes Zeugnis des Mauterndorfer Samsonbrauchtums ist eine Samsonfigur mit zwei Zwergen aus dem späten 19. Jahrhundert im Salzburger Museum Carolino Augusteum. Er kann im Monatsschlössl Hellbrunn, der volkskundlichen Außenstelle des Salzburg Museums, ehemals Salzburg Museum Carolino Augusteum, besichtigt werden.
Im 20. Jahrhundert gab es eine fast durchgehende Samsontradition. Die Samsonfigur wurde mehrfach nach dem Vorbild des in Salzburg befindlichen Belegstücks renoviert. Auf einem Foto von 1902 ist er mit zwei Zwergen zu sehen, die wahrscheinlich mit der Samsonfigur von 1912 verbrannt sind. Nach dem Brand 1912 wurde sie vom Verschönerungsverein mit Unterstützung des damaligen Besitzers der Burg Mauterndorf, des Grafen Eppenstein renoviert. Auf Betreiben des Fremdenverkehrsvereins wurden nach dem Vorbild der Tamsweger Figuren 1936 zwei neue Zwerge (Mandl und Weibl) geschaffen. Ihre Besonderheit liegt darin, dass sie mit ihren beweglichen Augen rollen können. 1949 – nach dem Zweiten Weltkrieg – bemühte sich der Trachtenverein um eine Revitalisierung. Ein Samsonumzug für das Jahr 1960 ist durch eine Zeitungsmeldung belegt. 1979 bekam die Samsonfigur ein neues Kleid, 1990 wurde der aus Pappmaché bestehende Kopf durch einen Polyesterguss ersetzt. 1993 wurde das Gestell erneuert, 2019/2020 wurde die Figur neu eingekleidet. Die Vorgängerfigur der heutigen Samsonfigur kann im Lungauer Landschaftsmuseum im Südturm der Burg Mauterndorf zu den Öffnungszeiten der Burg besichtigt werden. (Stand Juli 2008) Das Video zeigt den großen Samsonumzug im Juli 2007 der Samsongruppe zusammen mit der historischen Bürgergarde Mauterndorf, der Alttrachtengruppe und den Mauterndorfer Schrefelschützen.
|  |  |

### Muhr
Wie bei vielen anderen Samsonfiguren lässt sich die Muhrer Samsontradition archivalisch bis zu den Samsonverboten von 1802 zurückverfolgen. Ob es eine Unterbrechung der Umzüge in der Zeit der Samsonverbote gegeben hat, ist nicht belegt. Während des Zweiten Weltkriegs gab es keine Samsonumzüge. Danach reiste die Samsonfigur auch mehrmals zu Festen nach Salzburg, das erste Mal 1967 auf dem Dach eines Postautobusses. Sie wird seit 1963 von einem Obmann betreut. Von 1991 bis 2014 wurde die Samsonfigur in einem Nebengebäude des Pfarrhofs verwahrt. Am 7. Juni 2014 wurde unterhalb der Kirche ein neuer Samsonturm eingeweiht. Die Samsonfigur ist dort durch eine große Glasscheibe zu sehen.
Die Muhrer Samsonfigur ist ein milde lächelnder, nach oben blickender freundlicher Riese, der im Jahr 1991 mit einem neuen Rumpf und einem neuen Mantel ausgestattet wurde. 1990 wurde beim Abriss des Muhrer Schulhauses auf dessen Dachboden ein alter Samsonkopf gefunden. Datiert wurde dieser Fund in das 19. Jahrhundert.

### Murau

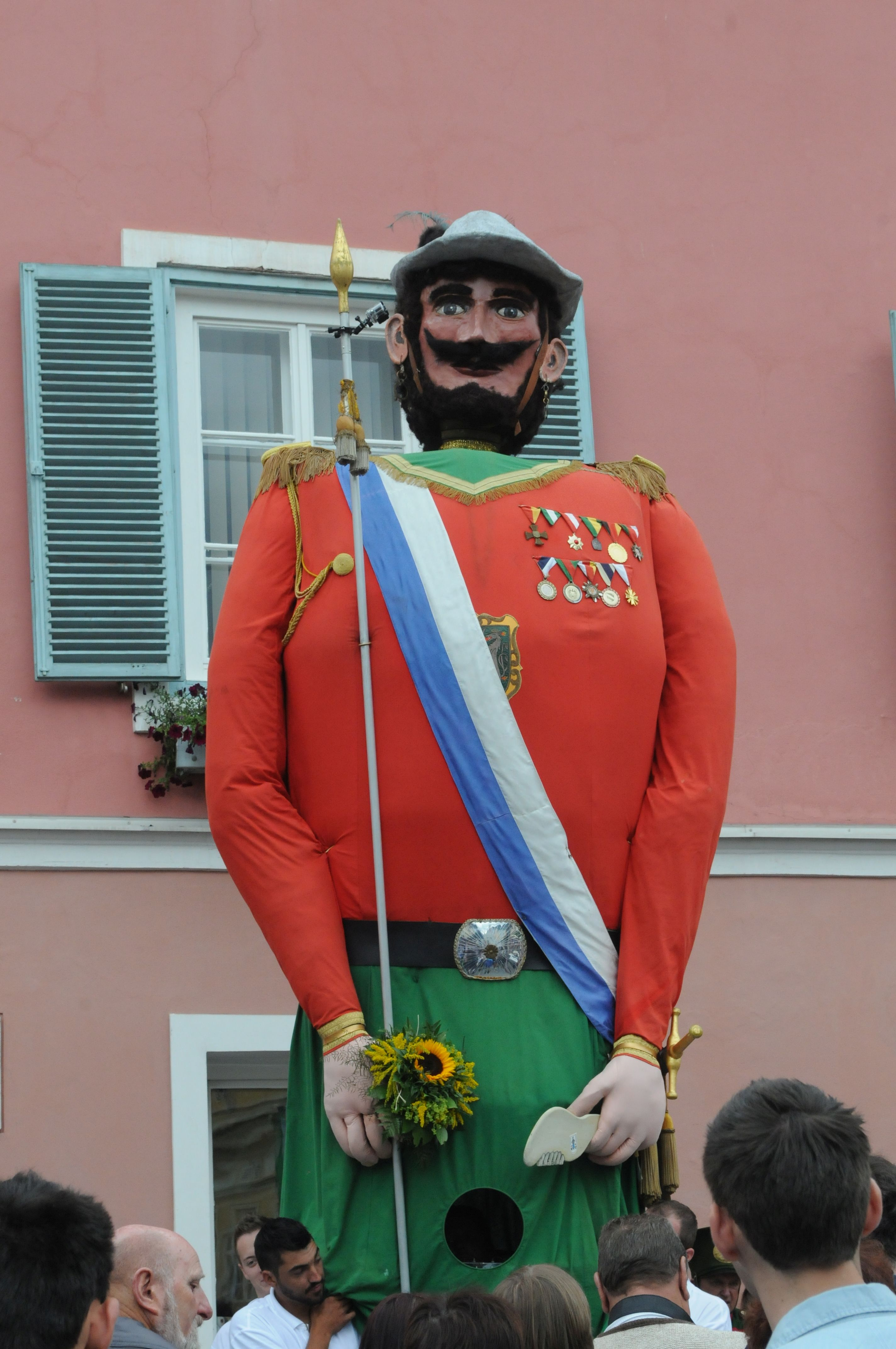
Samson I von Murau vor dem Rathaus, 2014

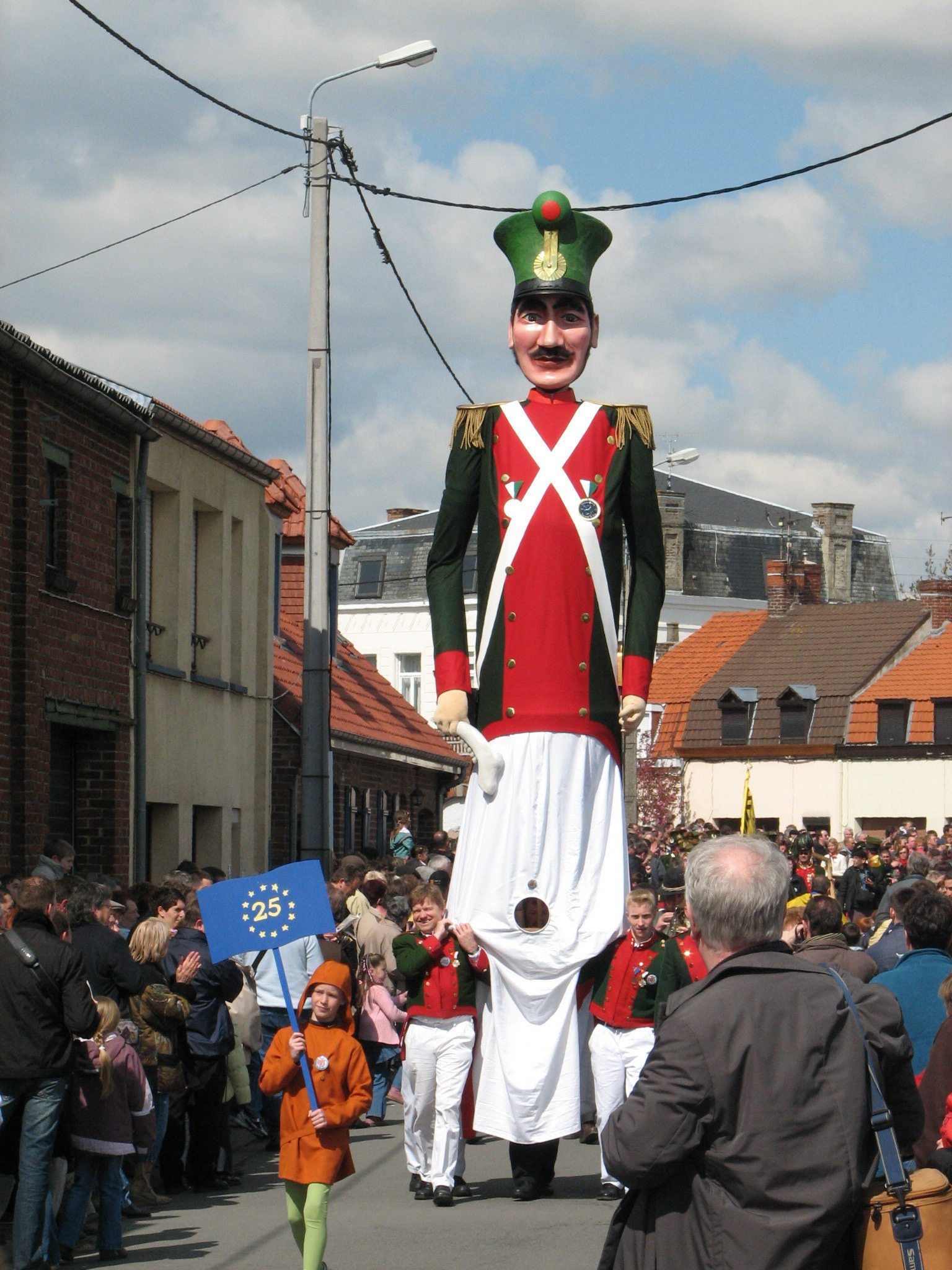
Samson II von Murau beim Riesentreffen in Steenvoorde (Nordfrankreich), April 2006

Der Samsonbrauch ist in Murau seit 1746 nachweisbar. Damals wurde eine Samson-Figur um 24 Gulden von der Tamsweger Frohnleichnambruderschaft gekauft. Nach der Zeit der Samsonverbote wurde der Samsonbrauch erst 1966 wiederbelebt: Ein Apotheker hatte die desolate Samsonfigur aus Ramingstein von 1948/49 nach Murau gebracht und für den noch brauchbaren Kopf einen neuen Körper anfertigen lassen. 2020/2021 wurde die Figur neu eingekleidet. Der alte Rumpf wurde 2005 wiederentdeckt und mit einem neuen Kopf ergänzt. So besitzt Murau als einziger Ort zwei Samsonfiguren. Bei der älteren Samsonfigur – auch als Gardesamson I bezeichnet – ist es der Kopf, bei der jüngeren Samsonfigur – auch als Gardesamson II bezeichnet – der Rumpf. Die Samsonfiguren sind in Murau ausschließlich am Prangtag, dem 15. August, zu sehen. Beim Umzug kommt in der Regel Samson I zum Einsatz, Samson II wartet am Festplatz. Bei Reisen zu auswärtigen Einsätzen wird hingegen bevorzugt der zerlegbare Samson II mitgenommen (siehe Video).
|  |  |

### Ramingstein und Kendlbruck

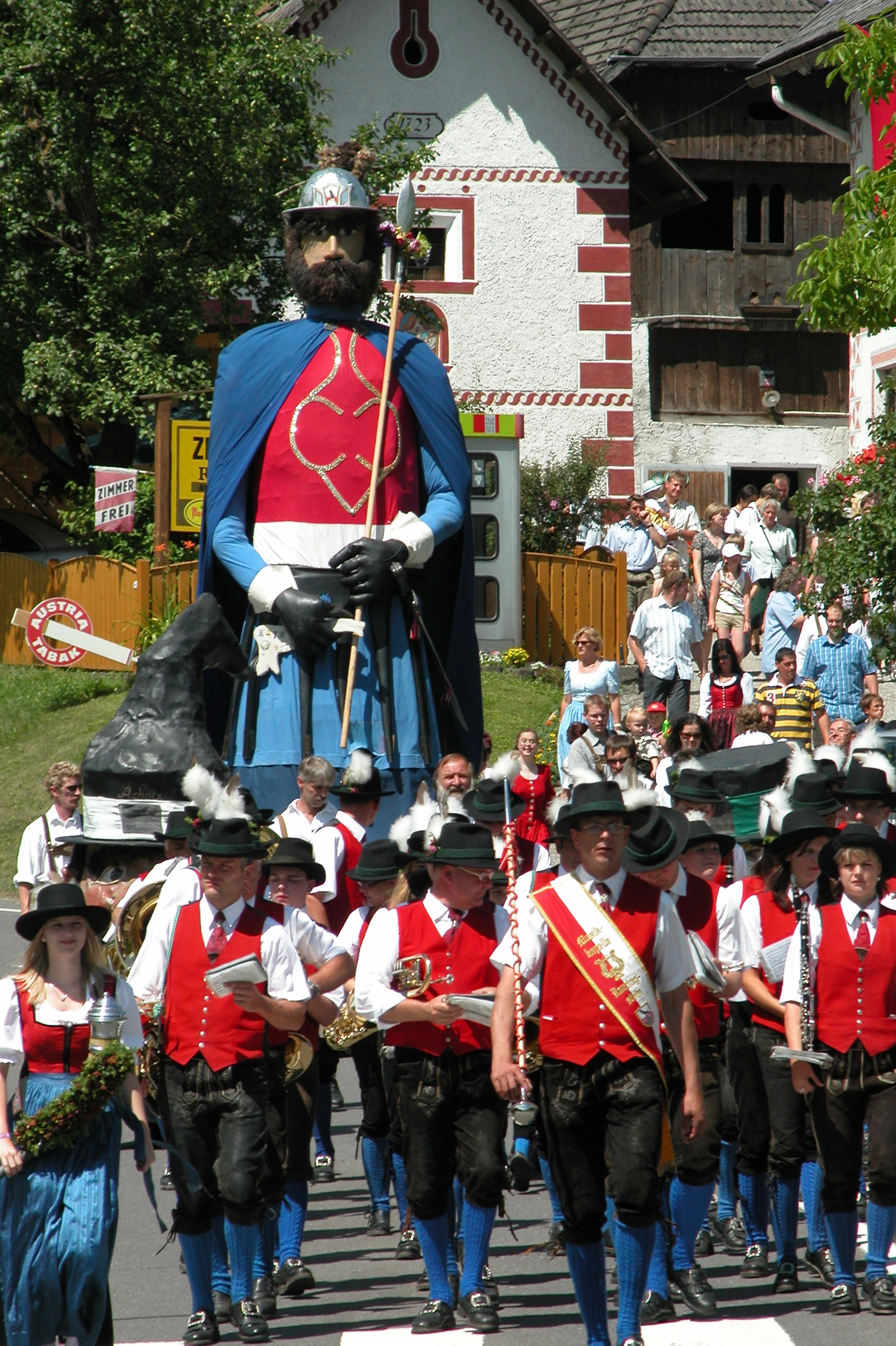
Samson aus Ramingstein beim Umzug in Kendlbruck

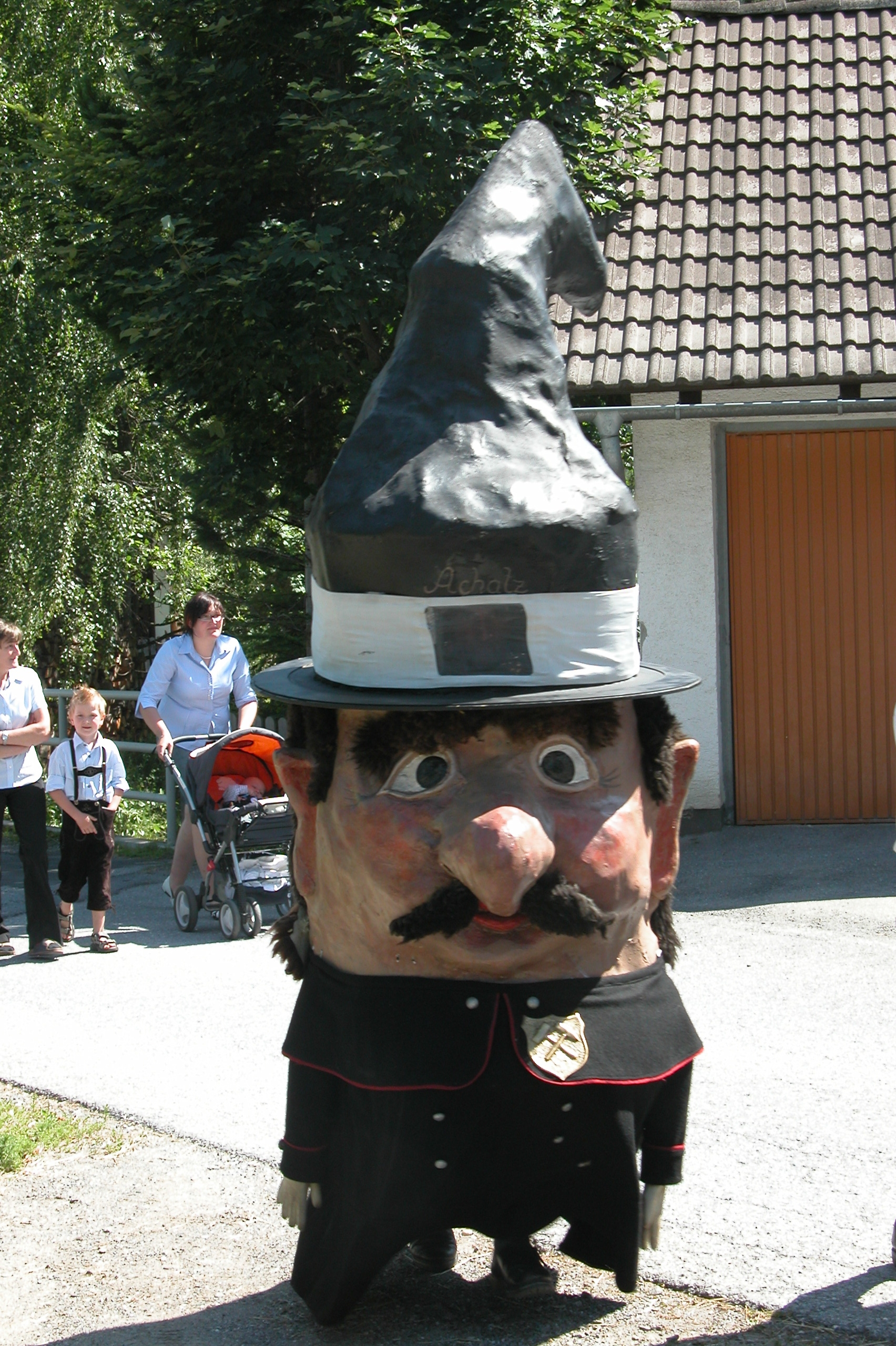
Zwerg Achaz

Die älteste Quelle über die Samsonfigur des Ramingsteiner Ortsteils Kendlbruck ist eine Verlustmeldung: Im Bericht des Pflegers an den Heiligen Hofrat 1803 wird festgestellt, dass sich der Kendlbrucker Samson nicht mehr zeigt. Er ist aufgrund der Verbote von 1784 oder durch den Bedeutungsverlust des Ortes aufgrund der Einstellung des früher extrem ertragreichen Bergbaus am Anfang des 19. Jahrhunderts verschwunden.
Der erste ernsthafte Versuch einer Wiederbelebung des Samsonbrauchs in Ramingstein erfolgte 1948/49. Johann Aigner fertigte mit Hilfe seines Sohns und seiner Schwiegertochter eine Samsonfigur mit zwei Zwergen an. Am Achatius-Prangtag, zum Patrozinium von Ramingstein, wurde mit dieser Figur ein Umzug durchgeführt. Bis 1958 wurde die Samsonfigur an den Prangtagen durch den Ort getragen. Ein großes Problem war jedoch die Quartierfrage. In einem Ochsenstall aufbewahrt, wurde sie von Mäusen so benagt, dass sie nicht mehr einsatzfähig war. In diesem Zustand wurde die Figur von dem Apotheker Mag. Gasteiger entdeckt mit nach Murau genommen. Auf sie gehen beiden Murauer Samsonfiguren zurück (Näheres siehe dort).
Von der Ramingsteiner Bergrettung kam der Anstoß, den Samsonbrauch wiederzubeleben. Unter Günter Reithofer wurde ein neuer, in seiner Bauweise sehr moderner Samson gebaut. 1991/92 wurde im Zuge des Ladübertragens (Brauch zum Bürgermeisterwechsel) von der Bergrettung eine neue Samsonfigur geschaffen, die 1997/98 durch zwei Zwerge ergänzt wurde. Als Besonderheit haben die zwei Zwerge Samsons die Namen der Patrone der beiden Kirchen in der Gemeinde: Achatz und Marie. Ersterer hat das Aussehen eines Bergmanns, was sich von der Bergbautradition des Ortes ableitet.

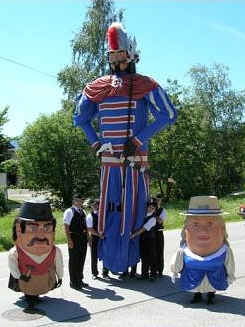
Die Samsonfigur von St. Andrä mit ihren Zwergen

|  |  |  |

### St. Andrä im Lungau
Die Samsontradition begann in St. Andrä im Jahre 1908. Anlässlich der Hochzeit seiner Tochter hatte ein Tischler aus Lessach einen Samsonkopf geschnitzt, der noch für die heutige Samsonfigur verwendet wird. Nach anderen Quellen kam der Kopf zu diesem Anlass von Muhr nach St Andrä. In den Folgejahren wurde die Figur für Samsonumzüge verwendet. Durch Fotos dokumentiert sind Umzüge unter anderem aus den Jahren etwa 1920, etwa 1930, 1970, 1980 und 1981. Die Figur war lange Zeit ein Privatsamson des Andlwirts in St. Andrä. Da in St. Andrä keine Musikkapelle bestand, musste für die Auftritte der Samsonfigur eine solche aus einem Nachbarort engagiert werden.
In den Jahren 1983 und 2002 wurde die Samsonfigur renoviert. 2002 wurde die Samsonfigur neu in blauer Farbe eingekleidet. In diesem Jahr trat die Samsongruppe St. Andrä auch dem Lungauer Gauverband bei.
Im Jahre 2003 wurde die Musikkapelle St. Andrä gegründet. Diese begleitet seither die Samsonfigur bei den Umzügen.
2004 kamen zwei Zwerge (Hammersfrau und Schmied) dazu.
Eine als Verein organisierte Samsongruppe gibt es in St. Andrä seit Frühjahr 2007.
2011 wurde neben dem Gemeindeamt ein neuer Samsonturm errichtet. Die Samsonfigur ist dort zusammen mit ihren Zwergen durch eine große Glasscheibe zu sehen.
|  |  |

### St. Margarethen im Lungau

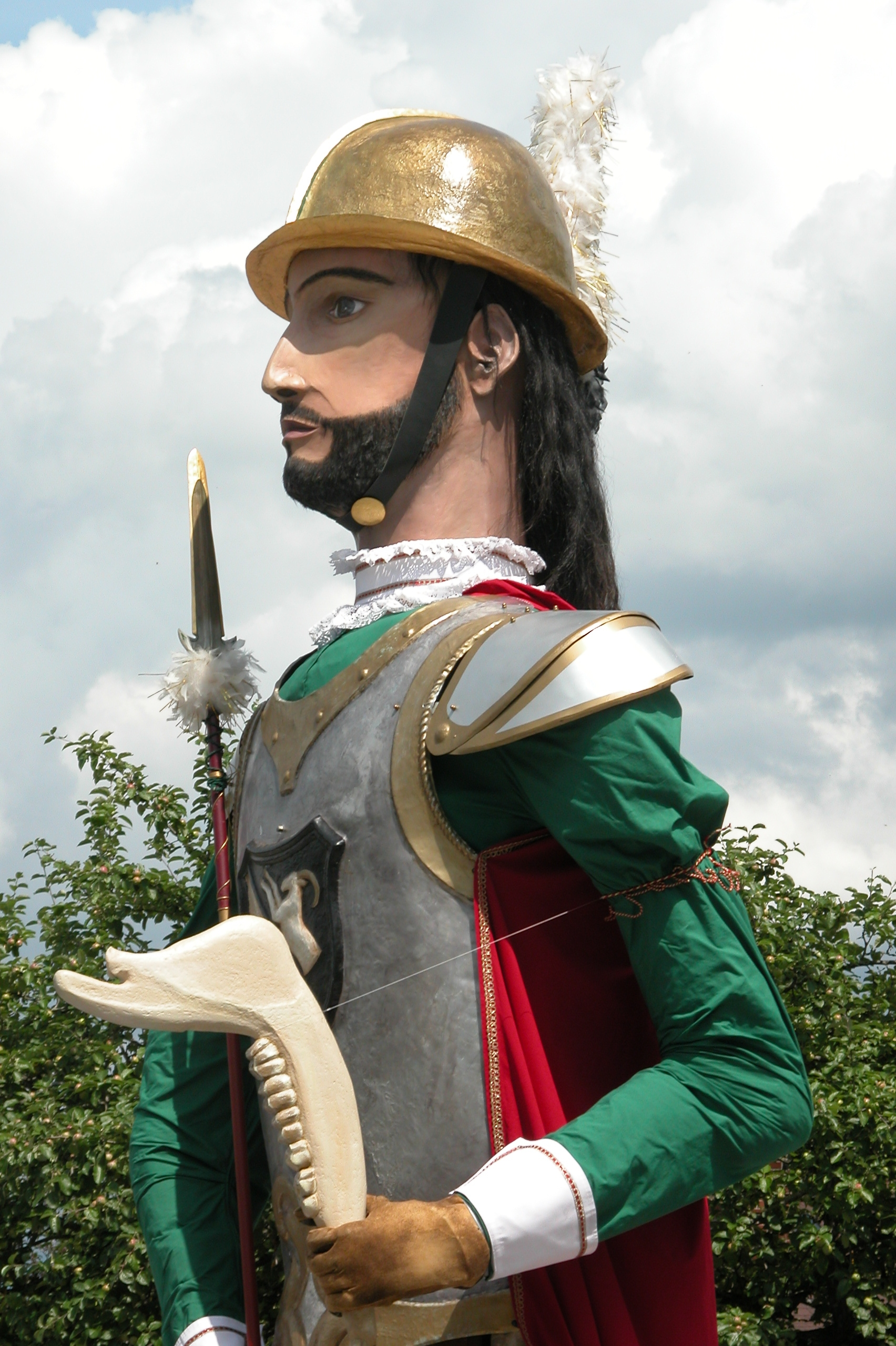
Die Samsonfigur aus St. Margarethen im Lungau

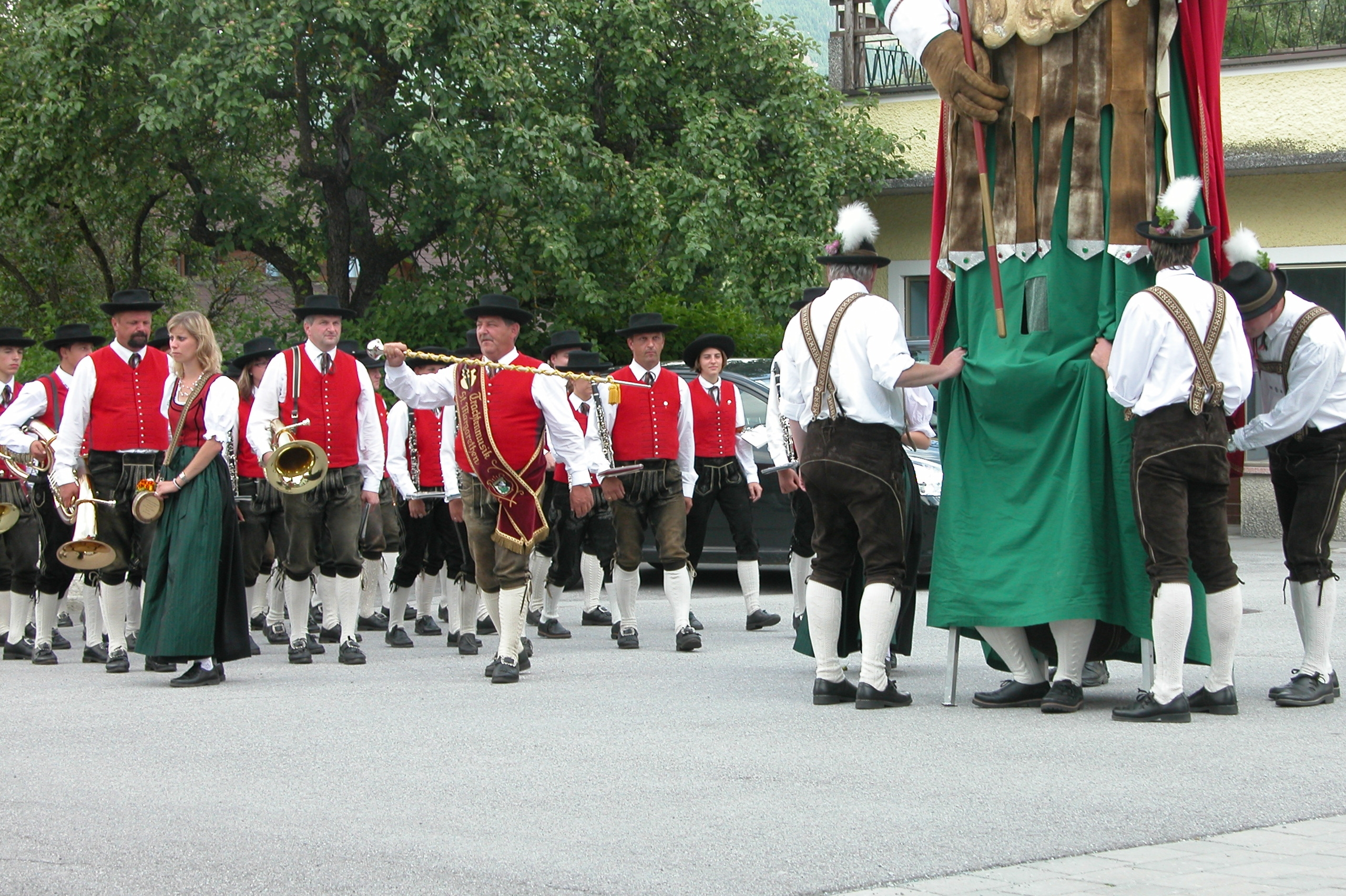
Aufhaber, Samsonträgerfüße und Trachtenmusikkapelle

Ende der 1920er-Jahre kam die damalige Samsonfigur der Gemeinde Unternberg nach St. Margarethen und wurde im Moarhaus gelagert. Sie ist vereinzelt in St. Margarethen aufgetreten und danach verschollen.
Seit den 1970er-Jahren gab es Ideen, den Samsonbrauch wieder zum Leben zu erwecken. Konkretisiert wurden diese Aktivitäten erst in der offiziellen Samsonversammlung am 1. Dezember 2000. Unter dem Motto „Groaß muaß a nit sei, oba schea!“ wurde der Bau der Samsonfigur nach einer Zeichnung von Reinfried Schröcker in Angriff genommen. Nachdem einige Teile noch bedeutend leichter gemacht wurden, konnte sie termingerecht am Vorabend des Prangtages (Patronatsfest) am 14. Juli 2001 der Öffentlichkeit vorgestellt werden. Der erste Umzug fand am Nachmittag des folgenden Prangtags statt. Sie wurde im Winter 2006/07 nochmals umgebaut und durch den Einbau eines Gestells aus Leichtmetall im Gewicht erheblich reduziert.
|  |  |  |

### St. Michael im Lungau

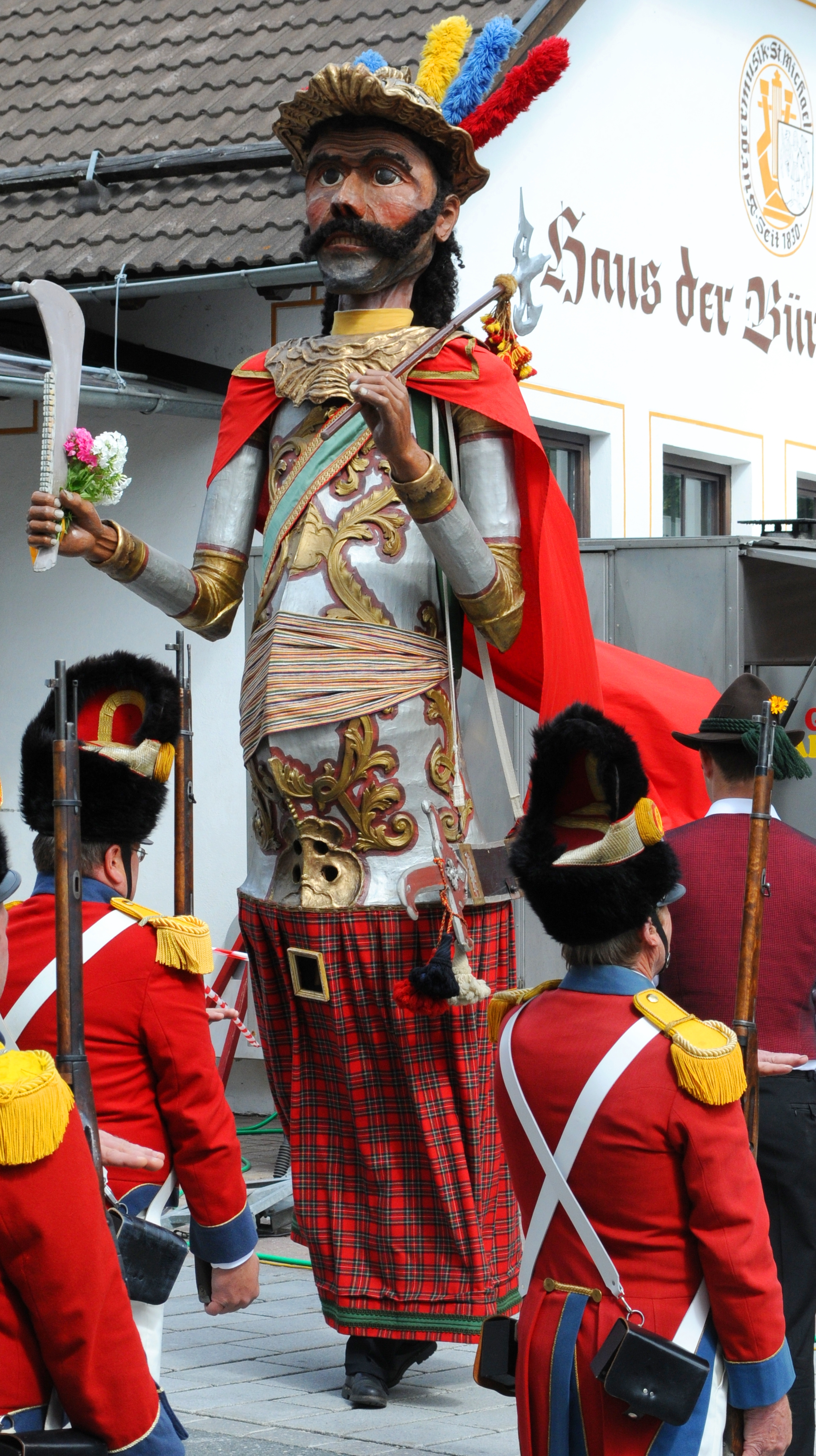
Samsonfigur von St. Michael

Die St. Michaeler Samsonfigur ist mit 4,5 Meter Größe und einem Gewicht von 64 Kilogramm zwar eine der kleinsten aber auch eine der traditionsreichsten Samsonfiguren. Ihr besonderes Kennzeichen ist der geschwungener Leib mit barockem Rankenmuster. Sie ist 1754 erstmals mit einer Rechnung des Samsonträgers nachgewiesen. Im Jahr danach wurde die alte Samsonfigur verkauft und eine neue vom Tischlermeister Josef Merl erstellt. Gemeindeaufzeichnungen belegen ihre weitere Nutzung in den Folgejahren.
Wie weit der Brauch in den Jahren der Samsonverbote lebendig blieb, ist nicht sicher nachprüfbar. Auch wenn offiziell noch immer verboten, hat die Samsonfigur im Jahr 1844 vor Kaiser Ferdinand bei dessen Besuch in St. Michael getanzt. Erst 1859 wurde der Samsonbrauch per Gemeinderatsbeschluss in das offizielle Brauchtum zurückgeholt. Das älteste Bild einer Samsonfigur überhaupt zeigt den St. Michaeler Samsonumzug von 1870. Ab dem späten 19. Jahrhundert existieren viele Fotos. Heute gibt es mehrmals im Jahr Samsonumzüge und andere Auftritte der Samsonfigur. Mitte August findet der Samsonumzug anlässlich des Prangtags im Ortsteil Katschberg statt. Manchmal nimmt die Samsongruppe an Samsontreffen teil. Die Figur ist Namensgeber der Sportveranstaltung Samsonman.
|  |

### Tamsweg

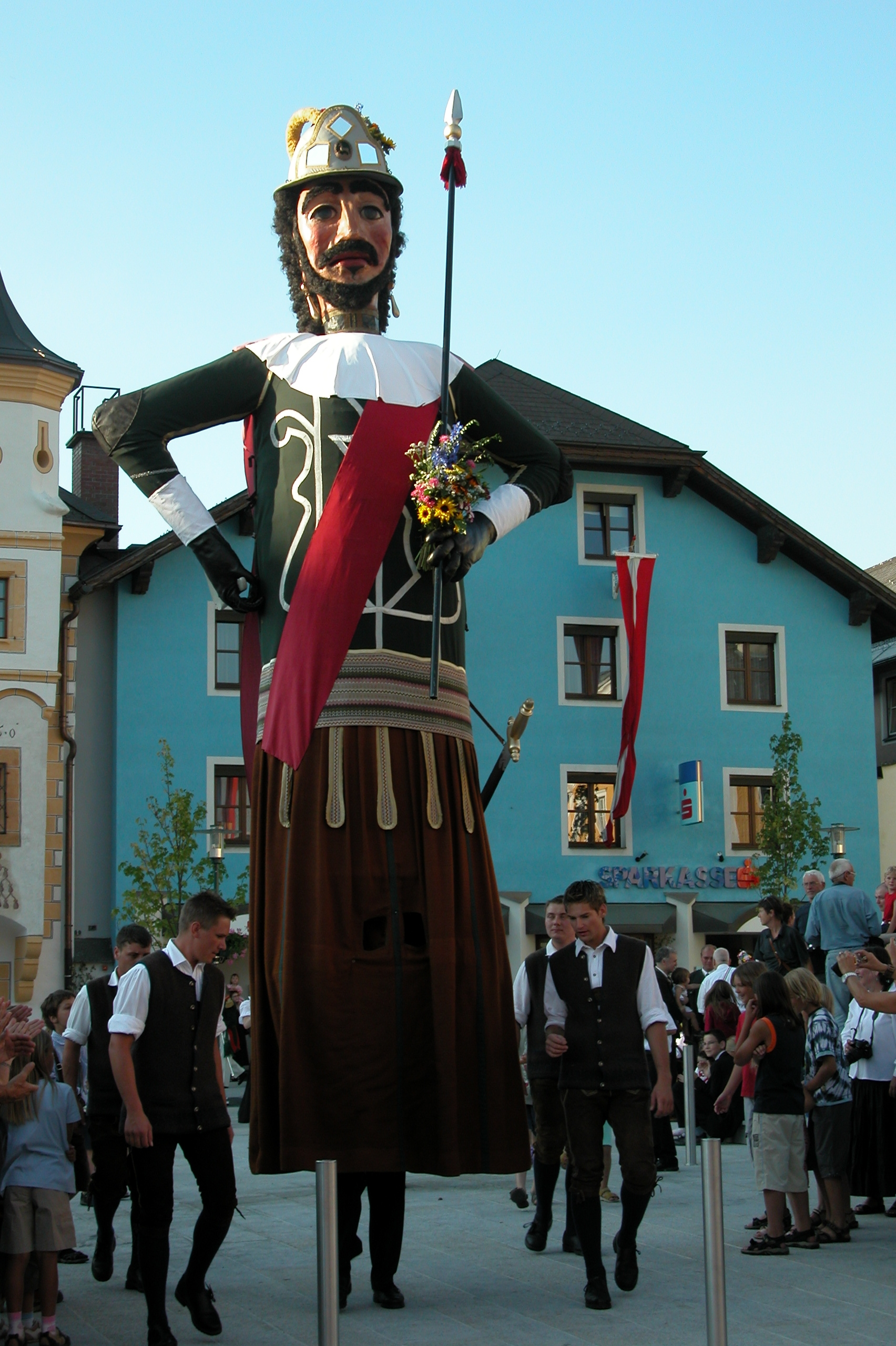
Tamsweger Samsonfigur auf dem Marktplatz

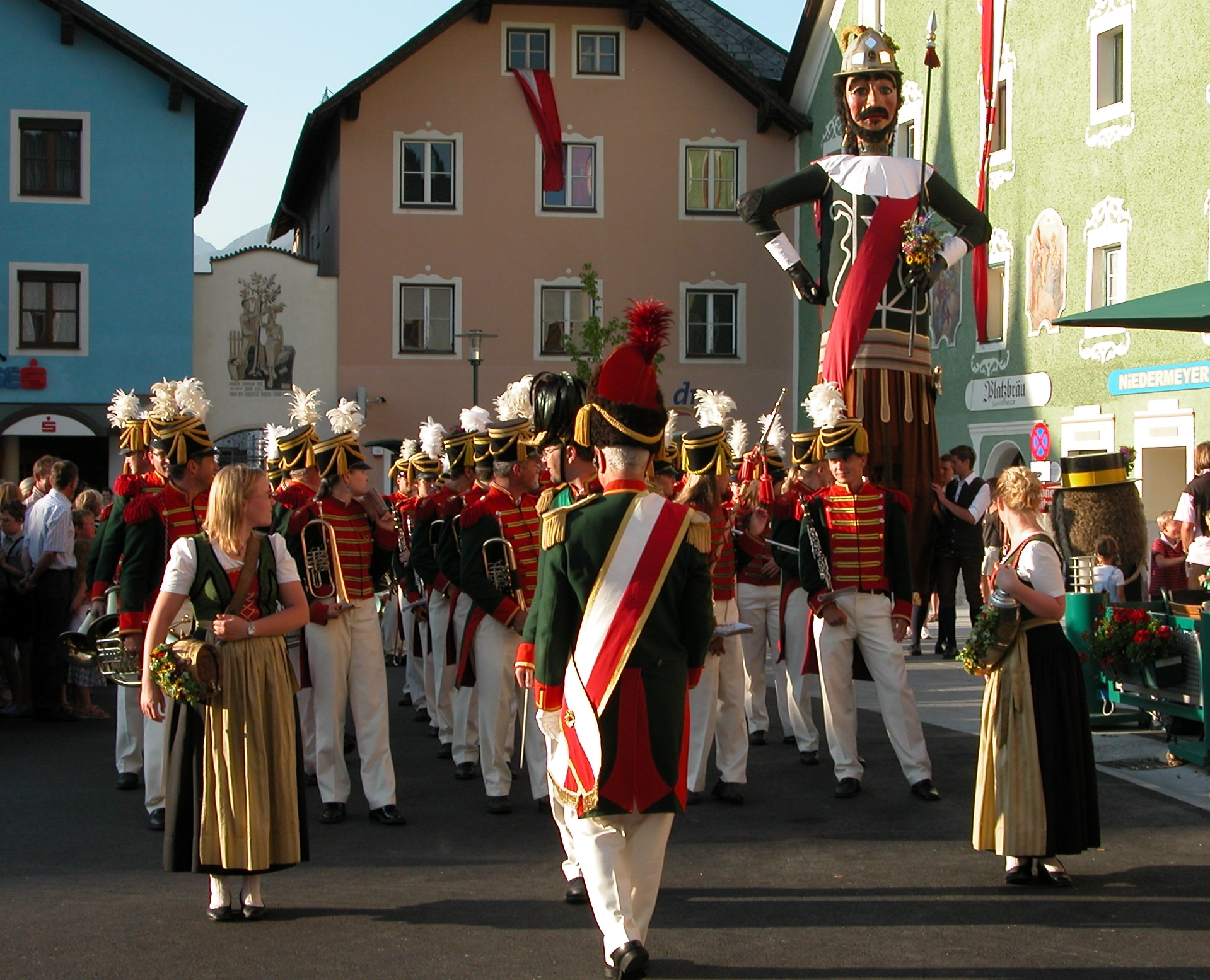
Bürgermusik mit Samsonfigur

Der Tamsweger Samsonfigur ist die am besten dokumentierte Samsonfigur. Als Ursprung des Tamsweger Samsonbrauchs gilt das ehemalige Tamsweger Kapuzinerkloster und dessen barocke Prozessionen zu Fronleichnam und am Prangtag. Die Samsonfigur war Teil einer barocken Prozession mit vielen anderen biblischen Figuren. Diese Prozessionen sind für Tamsweg für den Zeitraum von 1690 bis 1720 belegt. 1720 wird im Sterbebuch der Tod eines Samsonträgers erwähnt, der 32 Jahre lang diese Tätigkeit ausgeübt hat.
Aus der Zeit der Samsonverbote ist zu erwähnen, dass sich die oben erwähnte Schmähschrift des Professors Hartleben zuvorderst auf den Tamsweger Samson bezog. Ein Verteidigungsschreiben des Marktrichters Peter Prandstätter wurde vom Pfleger Ferdinand von Piehl mit abschätzigen Bemerkungen an den Heiligen Hofrat weitergeleitet, was wie oben dargestellt, letztendlich zum Verbot des Samsonbrauchs führte. Erstaunlicherweise werden die zwei ursprünglich weiblichen Zwerge erstmals 1802/03, also in der Zeit der Samsonverbote, erwähnt. Möglicherweise waren die Samsonverbote in politisch sehr unruhigen Zeiten und bei dem mehrfachen Besitzerwechsel des Lungaus (Erzbistum Salzburg, Erzherzogtum Toskana, Bayern, Österreich) nicht durchsetzbar.
Den Brand von 1893, der einen großen Teil des Ortes vernichtete, überlebte der Kopf, nicht jedoch der in einem anderen Haus untergebrachte Rumpf. In den folgenden Notjahren geriet der Samsonbrauch in Vergessenheit. Nach der Jahrhundertwende wurde von einem in Stranach-Pichl arbeitendem Knecht mit Namen Sepp Sauschneider ein neuer Körper gefertigt. Dieser wurde mit der eben eingeweihten Murtalbahn nach Tamsweg gefahren und mit einem Fest begrüßt. Der Erbauer machte sich auch als Samsonträger einen Namen, weil er den Samson auf der Murbrücke immer schräg über das Wasser hinausschwenkte. Nach der ersten Elektrifizierung Tamswegs mit Freileitungen musste die Samsonfigur um einen Meter verkürzt werden.
Für die Zeit des Nationalsozialismus ist überliefert, dass die Samsonfigur vor dem Feldmarschall Hermann Göring, dem damaligen Besitzer der Burg Mauterndorf mit einer Hakenkreuzfahne als Mantel tanzte. Dennoch kam der Brauch zum Erliegen, da von den Nationalsozialisten Samsonfiguren als biblische Erscheinung betrachtet wurden. Die Figur wurde später von neben ihr auf dem Dachboden einquartierten Jungen der Hitlerjugend demoliert.
1945 wäre der Kopf beinahe als Kriegstrophäe weggeführt worden. Bereits auf einen englischen Militärjeep verladen, konnte er in letzter Minute in Sicherheit gebracht werden. Im Jahr 1950 wurde die Samsonfigur zum Jubiläum 700 Jahre Tamsweg zu der hoch über dem Markt Tamsweg gelegenen Wallfahrtskirche St. Leonhard hinaufgetragen.
Seit dem Zweiten Weltkrieg gab es zwei Unfälle: 1972 kam die Figur durch einen Windstoß am Jakobi-Prangtag zu Sturz. Der Träger kam mit dem Schrecken davon, der Kopf wurde aufgefangen und damit gerettet. Der Körper wurde beschädigt und musste restauriert werden. 1996 gab es einen weiteren Unfall: Der Samsonträger stolperte auf dem aufgefrästen Asphalt. Die Aufhaber konnten den Samson zwar auffangen, aber der Samsonträger hatte sich einen Bänderriss zugezogen.
Von allen Samsonfiguren rückt die Tamsweger am häufigsten aus: Fronleichnam, Prangtag, Waldfest, vor dem traditionellen großen Zapfenstreich im Juli, Herbstfest zum Almabtrieb etc. Samsonfigur und Zwerge sind zu den Öffnungszeiten im Tamsweger Heimatmuseum zu besichtigen. Auch in der Tamsweger Partnerstadt Iseo ist sie zu besonderen Anlässen zu sehen. Als Besonderheit kann die Samsonfigur den Kopf drehen.
|  |  |

### Unternberg

Unternberg: Samson I von 1900

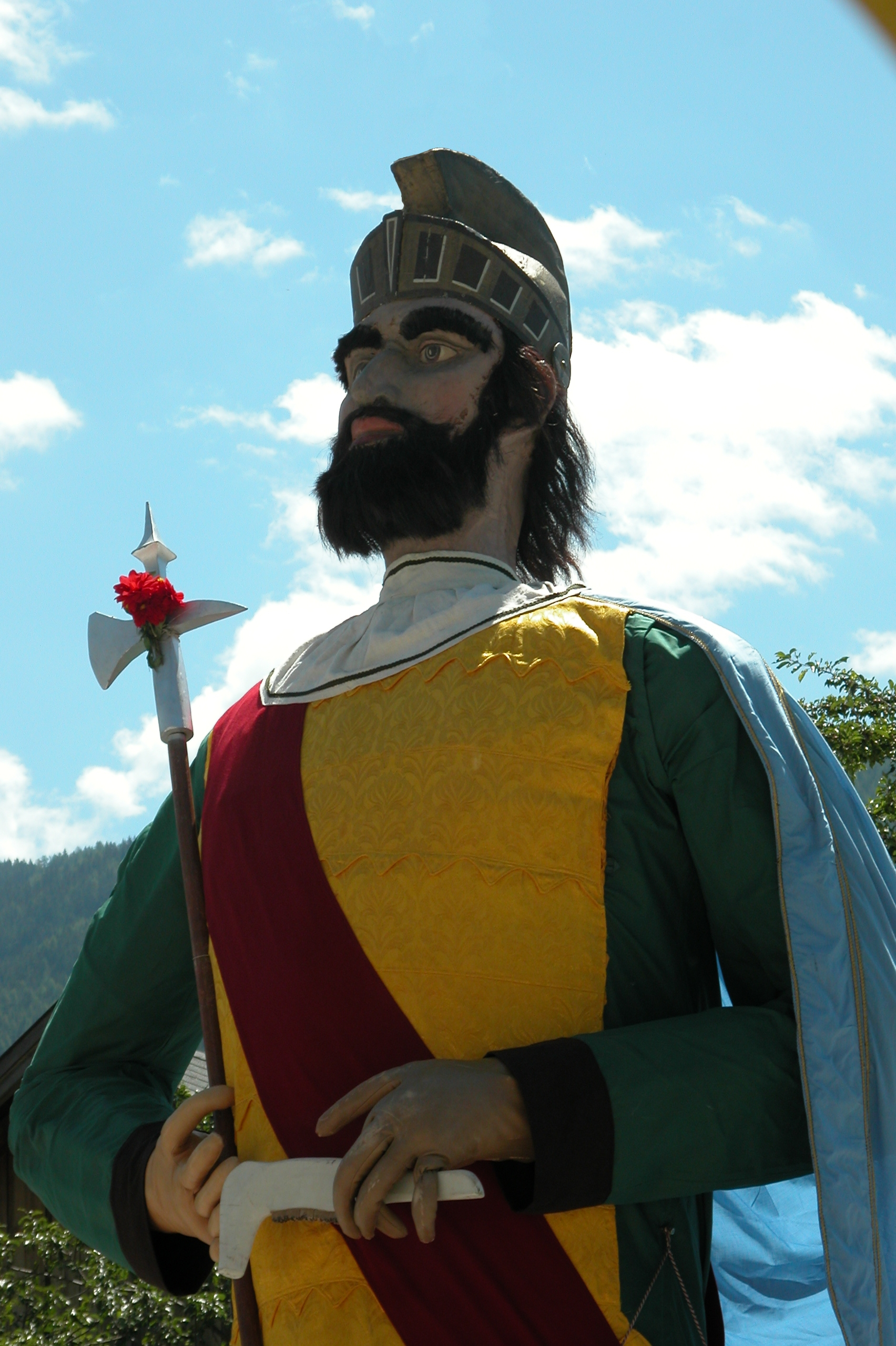
Unternberg: Samson II von 1952

Die Ursprünge der Unternberger Samsonfigur gehen auf eine Geschichte aus dem Jahr 1900 zurück. In diesem Jahr bauten sich zwei Buben unter dem Eindruck des Tamsweger Samsonumzugs einen Kinder-Samson und bestellten nach einem Umzug mit ihm im heimischen Garten beim „Bethmacher“ in Tamsweg, einem Handwerker, der Attrappen, Larven und Ähnliches herstellte, einen Kopf für einen Samson von etwa vier Meter Höhe. Die Rechnung von 20 Kronen und 50 Heller löste zu Hause zuerst eine Katastrophe aus, veranlasste die Väter jedoch, die Initiative zum Samsonbau zu ergreifen und Unternberg erlebte noch 1900 den Einzug der ersten Samsonfigur (Samson I). Diese war 14 Jahre in Gebrauch und kam nach dem Ersten Weltkrieg durch Erbschaft nach St. Margareten, wo sie 1927 letztmals getragen wurde.
Auslöser für die Entstehung der zweiten Samsonfigur (Samson II) im Jahre 1952 (nach anderer Quelle 1954) waren die Erinnerung von Franz Gfrerer, einem der Buben von Samson I bei einem Besuch in seinem Elternhaus. Er lebte damals in Wien und versprach, dort einen Kopf für einen neuen Samson zu besorgen.
Die heutige Samsonfigur hat eine Größe von fünf Metern und ein Gewicht von 75 Kilogramm. Sie tritt jedes Jahr zu Ehren des Heiligen Ulrich im Juli, bei einem abendlichen Umzug im August und beim Bauernherbstfest im September auf. Eine Besonderheit der Unternberger Samsonfigur ist, dass sie mit der rechten Hand salutieren kann. Die Unterberger Samsonfigur begleitete die Samsonfigur aus Mariapfarr zum zweiten Riesentreffen in Matadepera/Katalonien.
Seit August 2013 begleiten den Unternberger Samson die neu gestalteten Zwerge „Rosl“ und „Toni“.
|  |

### Wölting
Wölting ist heute ein zwischen zwei Gemeinden aufgeteiltes Dorf. Der weitaus größere Teil ist ein Ortsteil von Tamsweg, der kleinere Ortsteil westlich der Lessach ist Teil von St. Andrä im Lungau. Der Sage nach ist es dort der älteste Samsonbrauch. Danach ist den Wöltingern von einem Erzbischof das Samson-Privileg aufgrund besonderer Tapferkeit bei einer erfolgreichen Schlacht gegen die Herzogin Margarete von Tirol verliehen worden.
Die derzeitige Samsontradition geht auf das Jahr 2000 zurück. Die Samsonfigur und die beiden Zwerge wurden anlässlich des 50-jährigen Bestandsjubiläums der Dorfgemeinschaft innerhalb nur zweier Monate ausschließlich von Wöltingern in Eigenregie erbaut und am 29. und 20. August 2000 vorgestellt. Zu diesem Zeitpunkt wog sie 101 Kilogramm. Durch einen Umbau im folgenden Winter wurde sie „erleichtert“. Von Alois Tartner wurde ein neuer Kopf angefertigt.
Zwei- bis dreimal im Jahr rückt die Wöltinger Samsongruppe aus, um die Riesenfigur durch das Dorf zu tragen und sie den Samsonwalzer tanzen zu lassen.

## Medien
- Der Murauer Samsonumzug am 15. August, 30er Jahre (zeigt möglicherweise nicht den Murauer Samson, sondern den Samson von Krakaudorf im Bezirk Murau)
- Prangtag und Samsonumzug 1968. In: youtube.com. Abgerufen am 11. Februar 2024 (in Unternberg).